# Stadthagen
Stadthagen ist die Kreisstadt des Landkreises Schaumburg in Niedersachsen und liegt zwischen Minden und Hannover. In ihrer Geschichte war sie Residenz- und kurze Zeit Universitätsstadt. Die Mittelstadt mit mehr als 23.000 Einwohnern ist das Zentrum eines dicht besiedelten Ballungsraumes von ca. 70.000 Einwohnern.

## Geographie
Die Stadt liegt etwa 20 km östlich von Minden und 37 km westlich von Hannover im Zentrum des Landkreises Schaumburg. Im Süden erhebt sich der Bückeberg, ein Ausläufer des Weserberglandes, im Nordwesten liegt der Schaumburger Wald.
Nachbarkommunen sind im Uhrzeigersinn die Gemeinden Lauenhagen, Lüdersfeld, Heuerßen, Beckedorf, Apelern und Auetal, die Stadt Obernkirchen sowie die Gemeinden Nienstädt, Helpsen, Hespe, Meerbeck, Nordsehl und Niedernwöhren.
Stadthagen gliedert sich in die Ortsteile:
- Stadthagen mit Brandenburg und dem Bruchhof
- Enzen
- Hobbensen
- Habichhorst-Blyinghausen
- Hörkamp-Langenbruch mit Teilen des Brandshof (Forsthaus Halt)
- Krebshagen
- Obernwöhren mit Habrihausen
- Probsthagen mit dem Schäferhof
- Reinsen mit Remeringhausen
- Wendthagen-Ehlen mit der Wendthöhe

## Geschichte

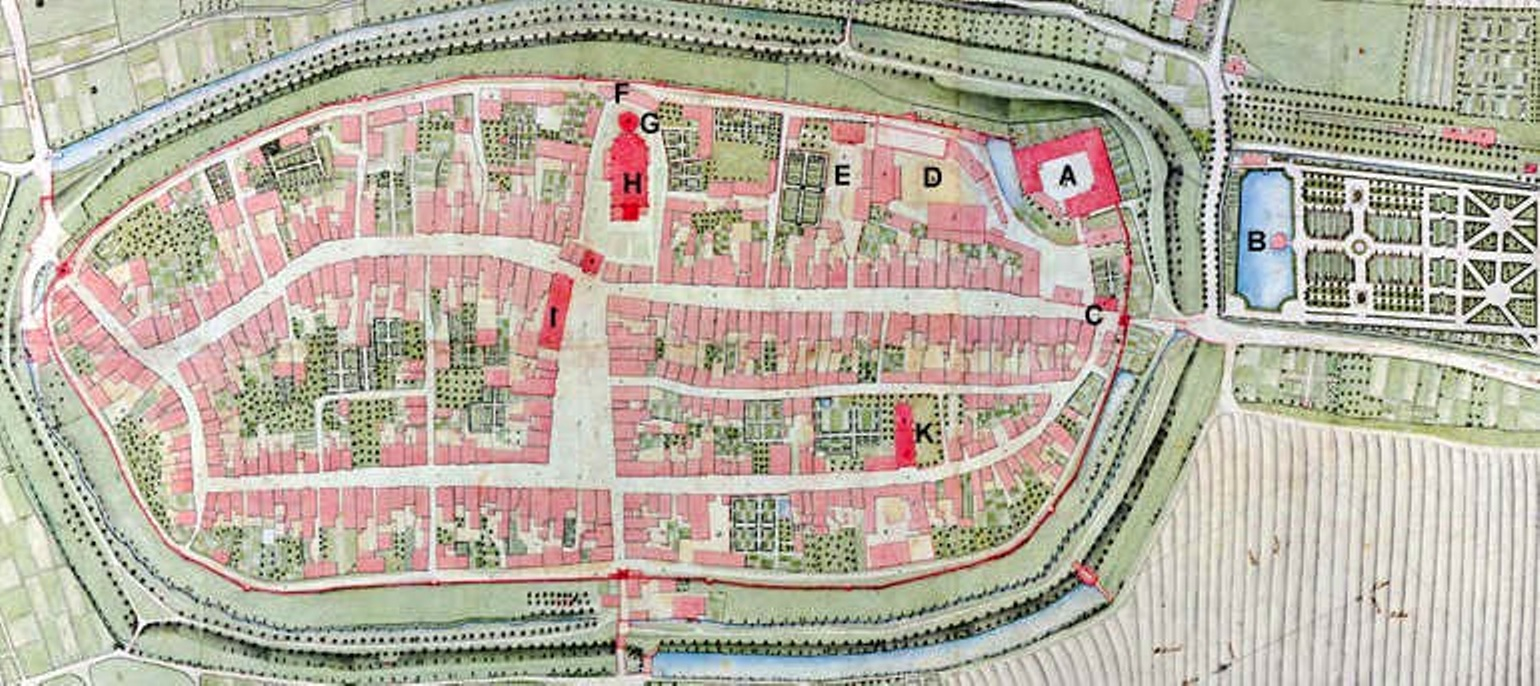
Stadthagen 1784, Planzeichnung von Johann Christian Houpe (geostet)
A Schloss; B Lusthaus im Schlossgarten; C Amtspforte; D Vorwerk; E Landsbergscher Hof; F Lateinschule; G Mausoleum; H St.-Martini-Kirche; I Rathaus; K ehemaliges Franziskanerkloster

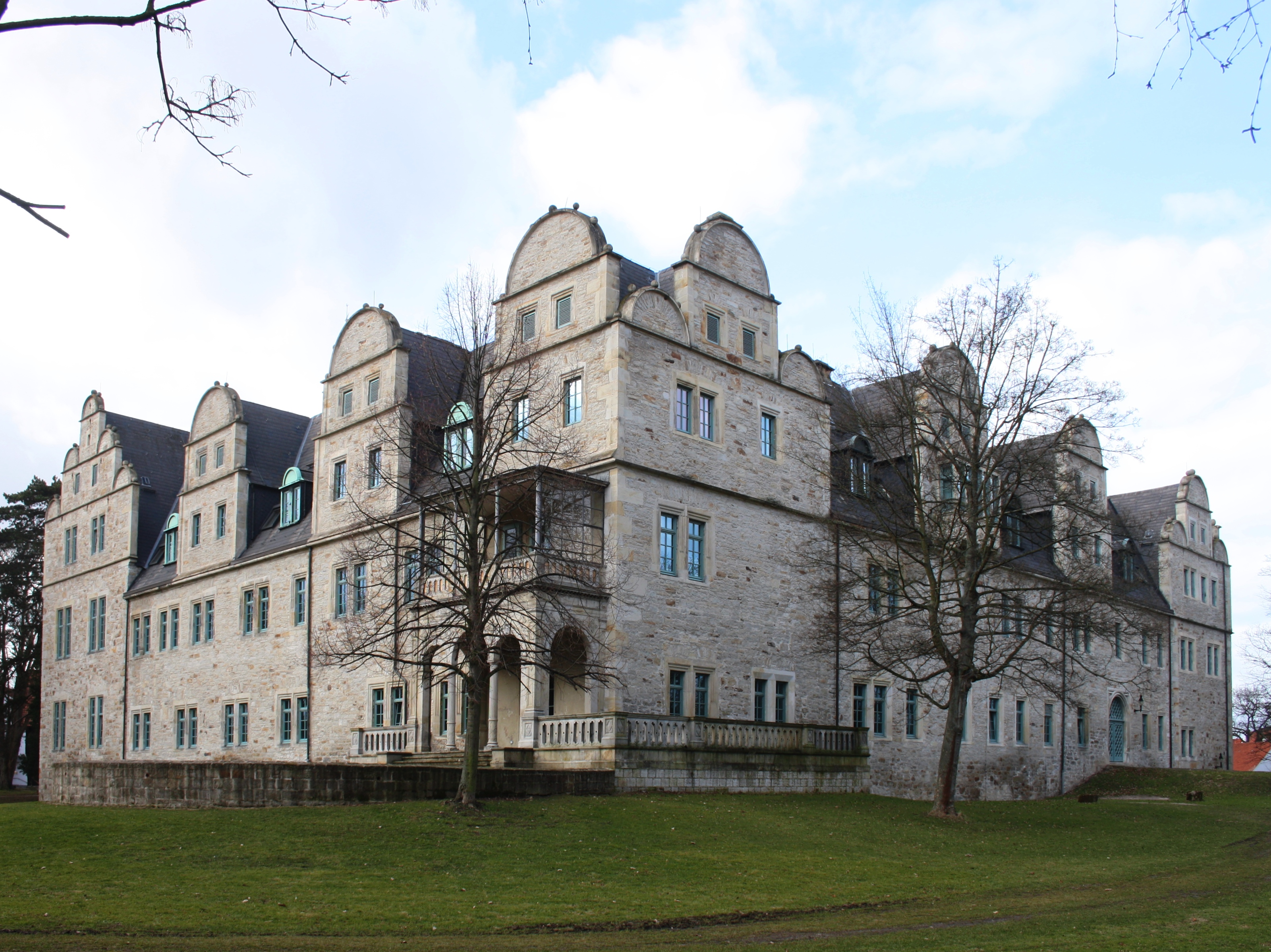
Schloss Stadthagen

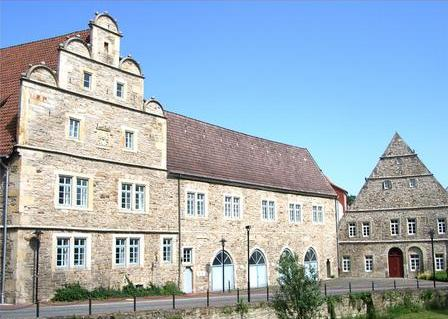
Marstall

### Mittelalter
Da, wo sich heute Stadthagen befindet, war im 11. Jahrhundert noch Wald, der Dülwald. Das damals schon von Minden aus gerodete und beackerte Altsiedelgelände des Bukkigaus war westlich vom heutigen Stadthagen durch die Meerbecker Schwelle, gleichzeitig eine Wasserscheide, entlang einer Linie Wiedensahl-Sülbeck begrenzt. Ab dem 12. Jahrhundert betrieb ein in Sülbeck ansässiger Adliger mit Namen Mirabilis Rodungen in Richtung Osten, die ab Anfang des 13. Jahrhunderts, nach der Ankunft der Schaumburger Grafen in Obernkirchen, fortgesetzt wurde.
Graf Adolf III. von Holstein-Schaumburg gründete um 1225 eine Siedlung, die 1230 mit dem Namen Updago comitis, „Hagen des Grafen“, 1272 mit dem Namen indago comitis Adolphi attestiert ist, womit die zentrale Bedeutung gegenüber den umliegenden Hagendörfern (Hagenburg, Au-, Lauen-, Poll-, Probst-, Sachsenhagen) hervorgehoben werden soll. Auf seine kommende Bedeutung weist der Name civitas et castrum (Stadt und Burg) hin, der 1244 urkundlich belegt ist. 1287 änderte die Stadt ihren Namen in Grevenalveshagen (Graf Adolfs Hagen). 1378 setzte sich der Name Stadthagen endgültig durch, als Zeichen für das dem Ort 1344 verliehene Stadtrecht. Um 1400 wurden die steinernen Befestigungsanlagen, von denen noch der Turm am Viehmarkt, ein kleinerer Turm am Schloss und etwas Stadtmauer übrig sind, errichtet. Im Jahre 1501 begann in Stadthagen der Steinkohleabbau, der bis 1961 betrieben wurde. 1559 führte der in Stadthagen residierende Graf Otto IV. zusammen mit seiner zweiten Frau Elisabeth Ursula von Braunschweig-Lüneburg, einer Tochter Ernsts des Bekenners, das lutherische Bekenntnis ein und berief Jakob Dammann nach Stadthagen. Sein Vorgänger Graf Adolf XI. ließ 1534 bis 1538 durch den Tübinger Schlossbaumeister Jörg Unkair an der Stelle einer älteren Wasserburg das heutige Schloss errichten. Eine Gerichtslinde ist seit dem 14. oder 15. Jahrhundert nachweisbar. Dort tagte auf einem inzwischen verschwundenen Anger das gräfliche Landgericht, bis es im 16. Jahrhundert in eine Gerichtsstube verlegt wurde. Die Amtspforte wurde 1553 am damaligen Oberntor gebaut, von dort aus wurde das gesamte Gebiet der Hagendörfer verwaltet.

### Frühe Neuzeit
1607 verlegte Graf Ernst zu Schaumburg die Residenz von Stadthagen nach Bückeburg. Bereits im 14. Jahrhundert besaß Stadthagen eine Lateinschule, aber 1610 erhielt Stadthagen ein Gymnasium illustre, welches 1619 von Fürst Ernst zur Universität erhoben, jedoch schon 1621 nach Rinteln verlegt wurde. Das heutige Ratsgymnasium steht in der Tradition des damaligen Gymnasium illustre und ist damit eine der ältesten Schulen im deutschen Sprachraum. Trotzdem wurde in Stadthagen ab 1620 noch das prächtige Mausoleum errichtet, an dessen Planung und Gestaltung der Bildhauer und kursächsische Hofbaumeister Giovanni Maria Nosseni (* Lugano 1544 - † Dresden 1620, seit 1607 mit der Planung beauftragt, aber bei Baubeginn verstorben), sowie der niederländische Bildhauer und Bronzegießer Adrian de Vries (* um 1545 oder 1556 in Den Haag - † vor 15. Dezember 1626 in Prag) beteiligt waren. Baumeister war Anton Boten.

### Neunzehntes Jahrhundert bis zum Ende des Ersten Weltkrieges
Die Obern- und Niedernstraße erhielten 1825 die erste Kanalisation. 1847 begann der Bau der Bahnlinie Minden Hannover, zur gleichen Zeit entstand das heutige Bahnhofsgebäude. Im Jahre 1864 wurde die erste Straßenbeleuchtung, es waren Richtlaternen, installiert, der 1899 eine Gasbeleuchtung und 1955 eine elektrische folgte. Zum Ende des 19. Jahrhunderts wurde damit begonnen, die Wallanlagen in eine baumbestandene Parkanlage zu verwandeln. 1855 bis 1923 bestand die Glasfabrik Wendthöhe. Im Jahre 1917 kam die Firma P. A. Rentrop (heute Faurecia) nach Stadthagen. Der Freistaat Schaumburg-Lippe wurde nach dem Ende der Monarchie 1918 begründet.

### Zeit des Nationalsozialismus und Zweiter Weltkrieg
In vielen deutschen Städten wurden am 9. November 1938 die Synagogen der jüdischen Gemeinden von Nationalsozialisten in Brand gesteckt, in Stadthagen geschah dies in der Nacht vom 11. auf den 12. November 1938. Der damalige Bürgermeister Fritz Hamelberg behauptete nach dem Zweiten Weltkrieg, er habe einen Angriff auf die Stadthagener Synagoge am 9. November 1938 nicht gewünscht. Daher sei die Synagoge erst zwei Tage später, als er verreist gewesen sei, angezündet worden. Ob für diese Tatsache tatsächlich eine Weigerung Hamelbergs oder aber andere Gründe ausschlaggebend gewesen sind, ist ungeklärt. Der Reichspogromnacht ging die Verdrängung der jüdischen Mitbürger aus dem öffentlichen und gesellschaftlichen Leben voraus. So wurde das jüdische Kaufhaus Elias Lion nach zahlreichen Boykottaktionen 1938 arisiert und vom Kaufmann Thomas übernommen.
Während des Zweiten Weltkrieges blieb die Stadt von gezielten Bombenangriffen verschont. Lediglich dreimal wurde die Stadt in jener Zeit von Fliegerbomben getroffen. Das Schloss, die Eisenbahnlinie Hannover – Minden, sowie der Bereich der heutigen Windmühlenstraße waren die Orte, an denen die Bomben fielen. Wie überall im Reichsgebiet gab es auch in Stadthagen und Umgebung Zwangsarbeiter, die aus den von Deutschland besetzten Ländern deportiert worden waren. Im November 1942 waren 102 Frauen und 142 Männer aus Polen und der Sowjetunion in neun Lagern untergebracht. Diese befanden sich teils auf dem Gelände von sieben Firmen (Fabriken, Bahnmeisterei), auf Grundstücken, die sich mehrere Firmen teilten, sowie auf zwei anderen Grundstücken an der Schul- und der Niedernstraße. Ende September 1944, gab es im Arbeitsamtsbezirk Stadthagen 5.237 Zwangsarbeiter, etwa zu gleichen Teilen Frauen und Männer, davon 2.551 sogenannte Ostarbeiter. Am 9. April 1945 wurde Stadthagen ohne Gegenwehr durch amerikanische Truppen eingenommen, wodurch der Stadt Kriegsschäden erspart blieben.

### Nachkriegszeit und Gegenwart
Im Jahre 1948 wurde Stadthagen Kreisstadt des neu gegründeten Landkreises Schaumburg-Lippe und 1977 des neuen Landkreises Schaumburg. Durch die Gemeindereform mit der Eingliederung der Umlandgemeinden 1974 erhöhte sich die Einwohnerzahl Stadthagens auf ca. 23.000. 1982 erfolgte der Neubau der Stadtverwaltung am Standort der alten städtischen Brauerei. In den Jahren 1980 bis 1990 wurden Teile der innerstädtischen Straßen und der Marktplatz zur Fußgängerzone umgebaut.

### Bergbau in Stadthagen

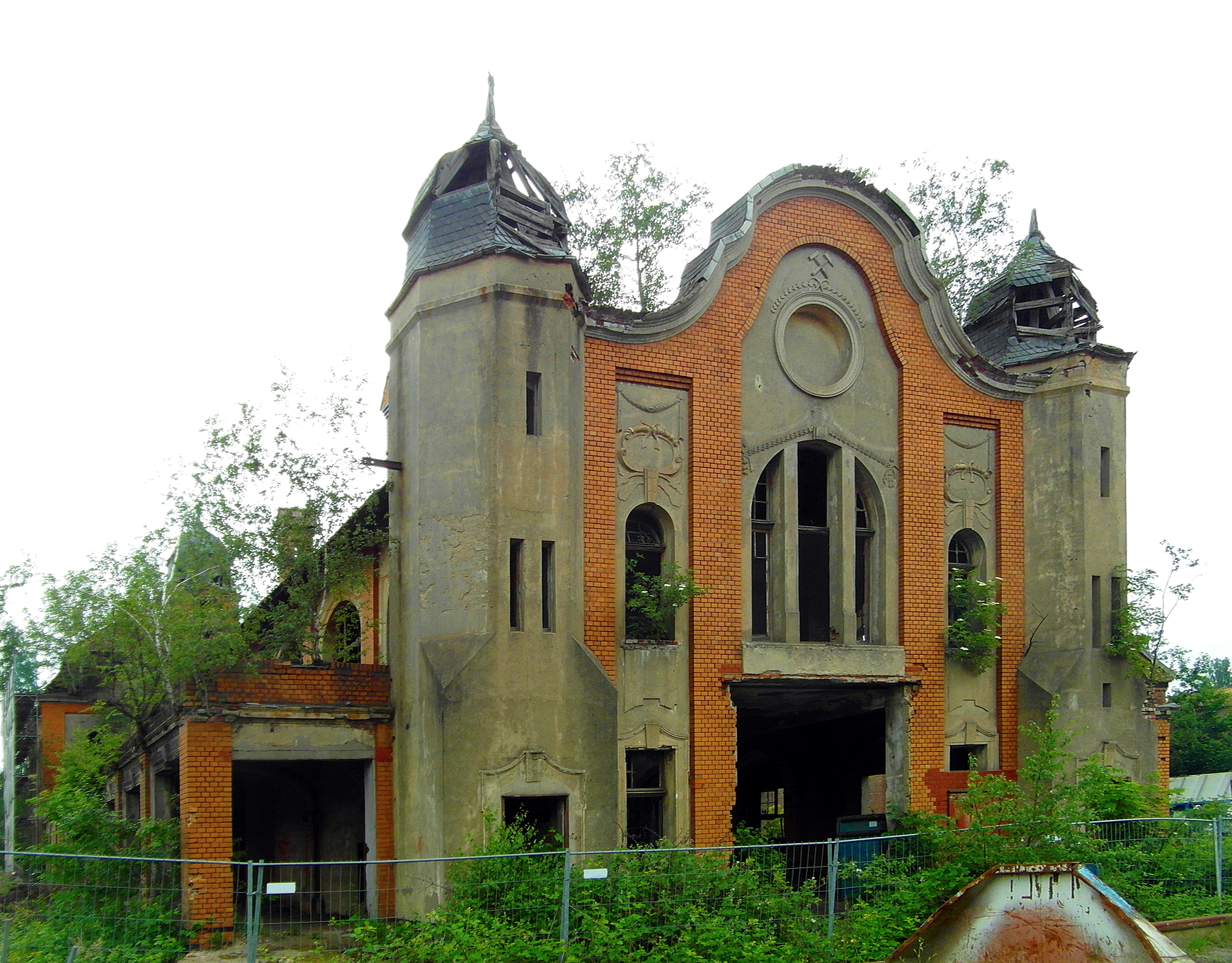
Zechenhaus des Georgschachts

1501 begann in Stadthagen der Steinkohleabbau. Mit dem Bau und der Abteufung des Georgschachtes bei Stadthagen, der 1902 von Fürst Georg zu Schaumburg-Lippe eingeweiht wurde, begann die Blütezeit des dortigen Bergbaus. Die mit damals modernster Technik betriebene Anlage umfasste den Förderturm, das Maschinenhaus mit Dampffördermaschine, die Kohlewäsche, das Elektrizitätswerk, das Zechenhaus mit Büros und Waschkaue, ferner den Wasserturm und verschiedene Werkstätten. 1925 wurde mit der Teufung eines zweiten Schachtes eine Tiefe von 353 m unter Tage erreicht. Etwa 2600 Kumpel fanden auf dem Georgschacht Arbeit, außerdem 64 Beamte und Angestellte.
Hoffnungen auf eine Ausdehnung des Abbaureviers auf Beckedorf, Auhagen, Düdinghausen und Blyinghausen in den 1950er Jahren erfüllten sich nicht, und so beschloss 1960 die Preussag die Stilllegung der Schachtanlagen, weil der Abbau nicht mehr wirtschaftlich war. Seitdem ist der Georgschacht eine Industrieruine. Der Kohlebunker der ehemaligen Kokerei wurde 2007 wegen Baufälligkeit abgerissen.

### Eingemeindungen
Am 1. März 1974 wurden mit der Gebietsreform in Niedersachsen die Gemeinden Enzen, Habichhorst-Blyinghausen, Hobbensen, Hörkamp-Langenbruch, Krebshagen, Obernwöhren, Probsthagen, Reinsen, Reinsen-Remeringhausen und Wendthagen-Ehlen sowie Gebietsteile der Gemeinden Nordsehl (Brandenburg) und Nienstädt (Bruchhof) eingegliedert.
| Ortsteil               | Einwohner (Stand 31. Mai 2025) |
| ---------------------- | ------------------------------ |
| Stadthagen (Kernstadt) | 18.272                         |
| Brandenburg            | 588                            |
| Bruchhof               | 108                            |
| Enzen                  | 977                            |
| Habichhorst            | 155                            |
| Hobbensen              | 96                             |
| Hörkamp-Langenbruch    | 466                            |
| Krebshagen             | 397                            |
| Obernwöhren            | 512                            |
| Probsthagen            | 368                            |
| Reinsen I              | 120                            |
| Reinsen II             | 408                            |
| Wendthagen             | 1.271                          |
| insgesamt              | 23.738                         |

### Einwohnerzahlentwicklung
Der Demographiebericht der Bertelsmann Stiftung zählt die Kreisstadt zum „Demographietyp 8“ (stark alternde Kommunen). Ebenso wird Stadthagen ein Bevölkerungsrückgang von 8,1 % zwischen den Jahren 2012 und 2030 prognostiziert. Bis dato konnte sich die Entwicklung nicht bestätigen, da die Bevölkerung seit einigen Jahren wieder kontinuierlich ansteigt. Dieses Wachstum konnte allerdings nur durch vermehrte Zuzüge, insbesondere von Ausländern erzielt werden, da die Sterbefälle je 1000 Einwohner mit 14,5 weit über de Geburtenrate von 8,1 Kindern je 1000 Einwohner liegt.
Das Durchschnittsalter der Stadthäger Bevölkerung lag im Jahr 2016 bei 49,5 Jahren und damit deutlich über dem bundesweiten Mittel von 43,9 Jahren. Der Jugendquotient (unter 20-Jährige je 100 Personen im erwerbsfähigen Alter) betrug 31,4 %, der Altenquotient (über 65-Jährige je 100 Personen im erwerbsfähigen Alter) hingegen 63 %.
Im Jahr 2019 hatten insgesamt 3894 der damals 22.262 Stadthäger Bürger einen ausländischen Pass oder die doppelte Staatsangehörigkeit. Das entsprach einem Anteil von 17,5 %. In der Kernstadt, besonders im westlichen Stadtgebiet ist der Ausländeranteil wesentlich höher als in den Ortsteilen. Rund 28 % aller ausländischen Bürger Stadthagens leben hier. Insgesamt belief sich der Ausländeranteil in diesem Quartier im Jahr 2017 auf 48,3 %.

Einwohnerentwicklung von Stadthagen von 1961 bis 2024

| Jahr | Einwohner |
| ---- | --------- |
| 1961 | 20.097    |
| 1970 | 22.228    |
| 1987 | 22.109    |
| 1990 | 22.778    |
| 1995 | 23.556    |
| 2000 | 23.802    |
| 2005 | 23.181    |
| 2010 | 22.272    |
| 2013 | 21.594    |
| 2014 | 21.694    |
| 2015 | 21.814    |
| 2016 | 22.148    |
| 2017 | 22.158    |
| 2018 | 22.247    |
| 2019 | 22.262    |
| 2020 | 22.347    |
| 2021 | 22.210    |
| 2022 | 22.643    |
| 2023 | 23.620    |
| 2024 | 22.638    |

## Religion

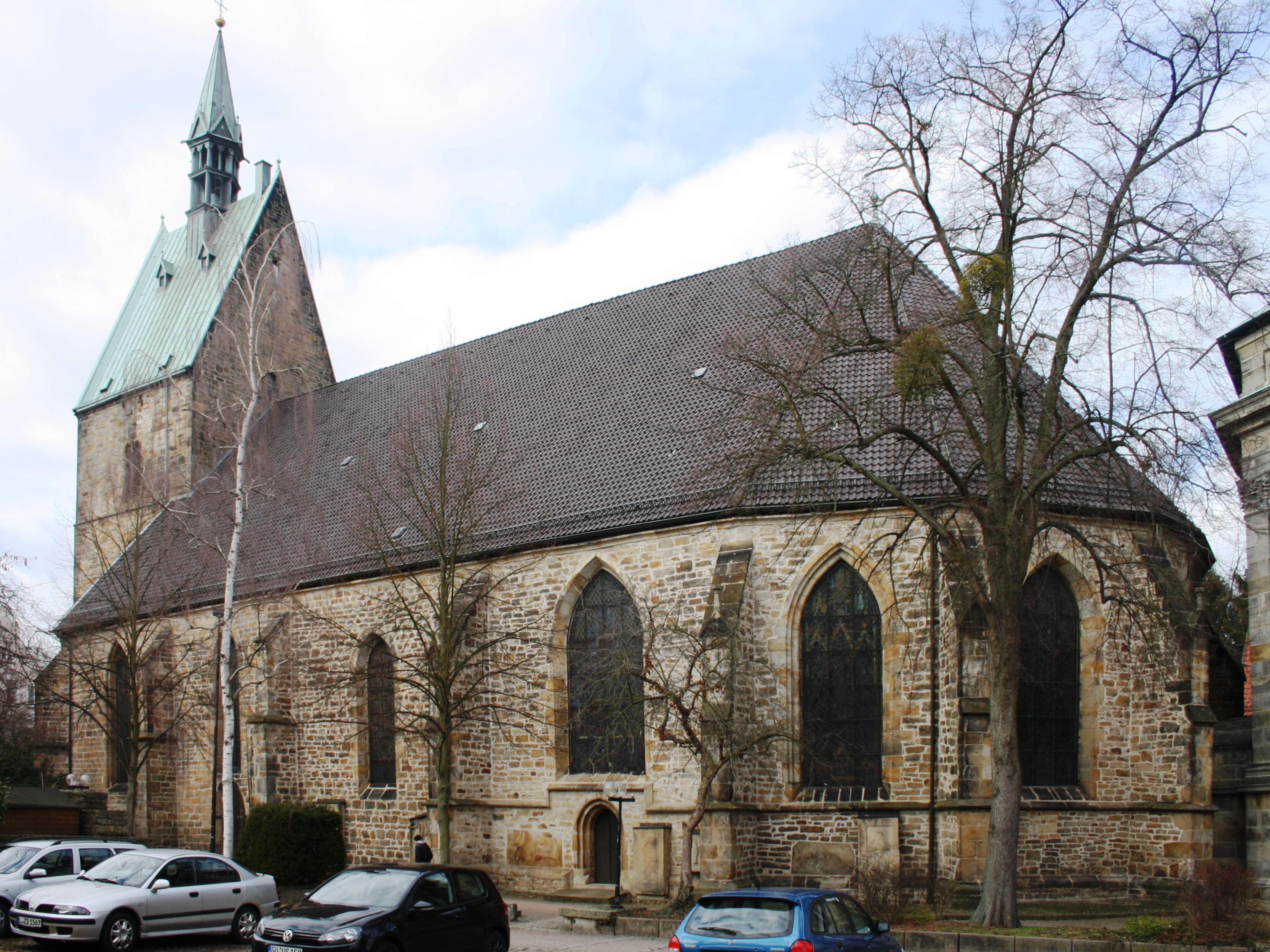
St. Martini

Evangelisch-lutherische Kirchengemeinden sind die St. Martinigemeinde Stadthagen, die Kirchengemeinde Wendthagen und die Kirchengemeinde Probsthagen.
Außerdem besteht die Kreuzgemeinde Stadthagen, die der Selbständigen Evangelisch-Lutherische Kirche (SELK) zugehörig ist, sowie die Evangelisch-reformierte Kirchengemeinde in der Klosterkirche.
Zu den Freikirchen in Stadthagen zählen die Bethel-Kapellengemeinde (Baptisten), die Ev. Freikirche Ecclesia und die Freikirche der Siebenten-Tags-Adventisten.
Die katholische Gemeinde findet sich in der St.-Joseph-Kirche.
Weitere christliche Gemeinden sind die Neuapostolische Kirche und die Kirche Jesu Christi der Heiligen der Letzten Tage. Neben christlichen Gotteshäusern befinden sich außerdem insgesamt drei Moscheen in Stadthagen.
Im Jahr 2011 gehörten 50,7 % der Stadthäger Bürger der Evangelischen Kirche und 9,6 % der Katholischen Kirche an. Die übrigen 39,7 % waren konfessionslos oder hatten einen anderen Glauben.

## Politik

### Rat
Der Rat der Stadt Stadthagen setzt sich aus 34 Ratsfrauen und Ratsherren zusammen. Dies ist die festgelegte Anzahl für eine Gemeinde mit einer Einwohnerzahl zwischen 20.001 und 25.000 Einwohnern. Die Ratsmitglieder werden durch eine Kommunalwahl für jeweils fünf Jahre gewählt. Zusätzliches Mitglied ist der direkt gewählte hauptamtliche Bürgermeister.

Nachfolgende Tabelle zeigt die Sitzverteilung im Rat nach der Kommunalwahl 2021; zum Vergleich sind auch die Zahlen für die Wahlen 2011 und 2016 genannt.
| Wahljahr | SPD | CDU | Grüne | FDP | Linke | AfD | WIR1 | BfS2 | Gesamt   | Wahlbeteiligung |
| 2021     | 14  | 10  | 5     | 3   | 1     | 1   | –    | –    | 34 Sitze | 50,07 %         |
| 2016     | 13  | 11  | 3     | 2   | 1     | –   | 4    | –    | 34 Sitze | 50,70 %         |
| 2011     | 15  | 11  | 2     | 2   | 1     | –   | 2    | –    | 34 Sitze | 44,10 %         |

1 Wählerinitiativen in der Region Schaumburg; 2 Bürger für Stadthagen
Folgende Gruppen wurden gebildet:
- SPD/Die Grünen (19 Sitze)
- CDU (10 Sitze)
- FDP (3 Sitze)
- Die Linke (1 Sitz)
- AfD (1 Sitz)

### Bürgermeister

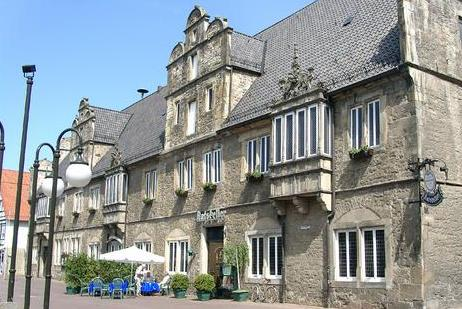
Altes Rathaus

Bürgermeister ist der parteilose Oliver Theiß.
Bei der Wahl des Bürgermeisters 2021 am 12. September 2021 erhielt er 53,38 % der Stimmen bei einer Wahlbeteiligung von 50,11 %.

### Wappen

Wappen Stadthagen

Das Wappen der Stadt Stadthagen besteht aus einem silbernen Schild, in welchem ein rotes Mauertor mit drei Türmen steht. In dem offenen Tor schwebt ein roter Schild mit silbernesselblattartigem Schildbeschlag. Über dem Stadtwappen ist eine dreitürmige graue (steinfarbene) Mauerkrone. Das im Mauertor befindliche kleine geschlossene Tor ist hellbraun, die drei Turmknäufe bis zum Dach sind vergoldet, während alle Fenster schwarz gehalten sind. Sämtliches Mauerwerk und die Turmdächer sind schwarz ausgefugt.
Das älteste Stadtsiegel, aus dem das Stadtwappen hervorgeht, stammt aus dem Jahre 1324. Das Nesselblatt ist das Wappenemblem der Schaumburger Grafen. Es hat seinen Ursprung von der Schaumburg auf dem Nesselberg im Wesertal, dem Stammsitz des Adelsgeschlechts.

### Städtepartnerschaften
Partnerstädte sind
- Tapolca in Ungarn
- Eisenberg in Deutschland

## Kultur und Sehenswürdigkeiten

### Museen
- Heimatmuseum in der Amtspforte

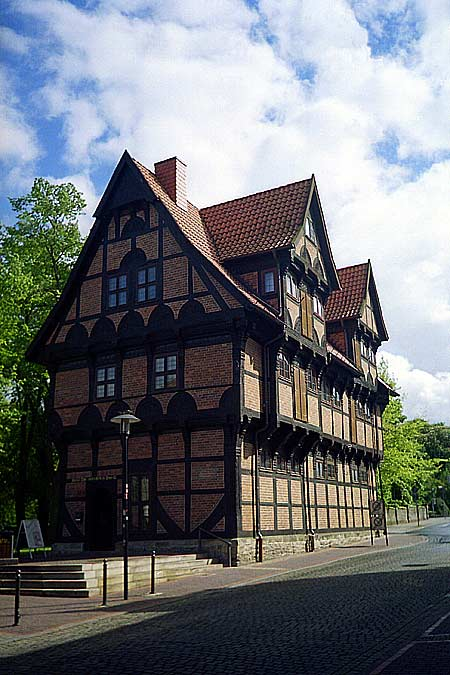
Amtspforte

- Multimediale Inszenierung der Erlebniswelt Renaissance in der Martinikirche und dem Mausoleum zum Thema Reformation

### Musik
Stadthagen beheimatet regional bekannte Bands und Orchester, darunter etwa das Schulorchester des Ratsgymnasiums Stadthagen („Ratsband“) oder das Symphonische Blasorchester Schaumburg (SBO) sowie kirchliche Posaunenchöre. Die St.-Martini-Kirche unterhält eine Brassband nach englischem Vorbild, die „St. Martini-Brass Band Stadthagen“. Bekannt ist auch der Spielmannszug der Freiwilligen Feuerwehr.
Neben den Orchestern gibt es in Stadthagen auch zahlreiche Chöre. Dazu zählen die „Chorgemeinschaft Stadthagen“, der Chor „Kreuz & Quer“ sowie der Männerchor Enzen-Hobbensen.

### Bauwerke
- St.-Martini-Kirche, 1318 erbaut

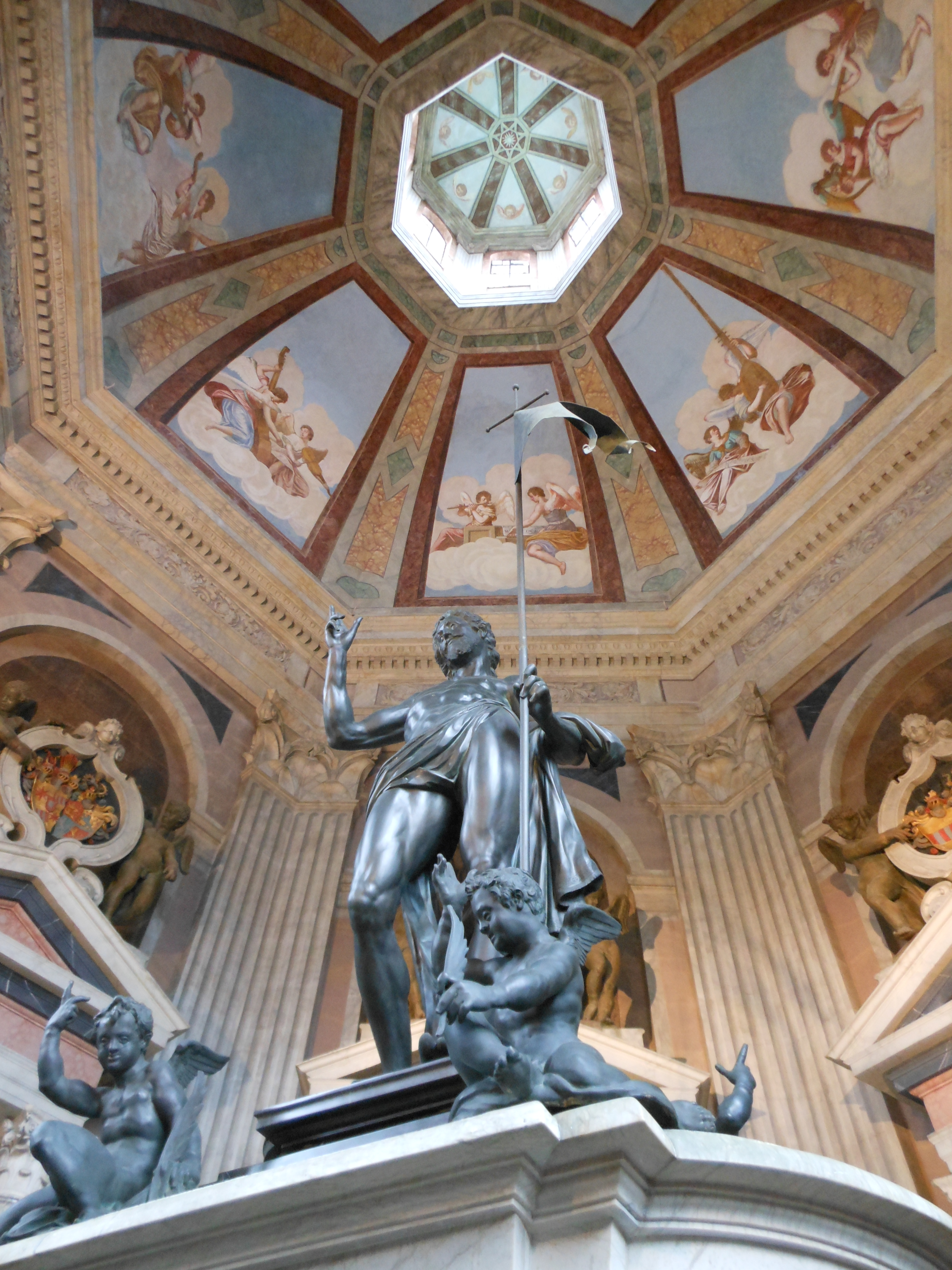
Fürstenmausoleum, Christusfigur des Grabmonuments unter der Kuppel

- Mausoleum der Grafen und Fürsten von Schaumburg-Lippe, 1608 begonnen vom kursächsischen Hofbaumeister Giovanni Maria Nosseni und abgeschlossen vom schaumburgischen Architekten und Hofmaler Anton Boten mit der Auferstehungsplastik von Adrian de Vries. Siebeneckige, durch den Kirchenchor verbundene Anlage, die auf den Bautypus des Mediceer-Grabes an S. Lorenzo in Florenz zurückgeht. Gilt als Kunstdenkmal von überregionaler Bedeutung.[25]
- Klosterkirche, 1485–1500 erbaut, Überrest des Franziskanerklosters, seit Mitte des 18. Jahrhunderts im Besitz der Reformierten Kirchengemeinde
- St.-Johannis-Kapelle, 1312 erbaut (ältestes erhaltenes Baudenkmal Stadthagens)
- Ehemals Fürstliches Schloss Stadthagen (heute Finanzamt), 1534 erbaut vom Tübinger Baumeister Jörg Unkair (lt. Dehio-Handbuch der Deutschen Kunstdenkmäler „ältestes und wohl einflußreichstes Baudenkmal der Weserrenaissance“). Große Vierflügelanlage mit Nebengebäuden. Gilt als Vorbild für Adelssitze im südlichen Weserraum.
- „Amtspforte“ (Heimatmuseum), 1553 erbaut
- Neues Baumhaus, 1595–1602 im Weserrenaissancestil erbaut
- Alte Lateinschule, 1556 erbaut (1811 geschlossen)
- Landsbergscher Hof, 1731 erbaut, heute Stadtbibliothek
- Zahlreiche alte Fachwerkgebäude in der gesamten Altstadt
- Haus zum Wolf, 1575 erbaut, eines der schönsten Fachwerkhäuser Stadthagens
- Haus „Goldener Engel“, vor 1600 erbaut, prachtvolles Fachwerkhaus
- Wallanlagen um die Altstadt
- Alter Festungsturm Am Viehmarkt
- Altes Rathaus im Stil der Weserrenaissance.
- Stadtgarten, barocke Gartenanlage mit Lusthaus aus dem Ende des 16. Jahrhunderts und einem Café
- Zeche Georgschacht, Industriedenkmal
- Rittergut Remeringhausen
- Ehemalige Synagoge
- Jüdischer Friedhof

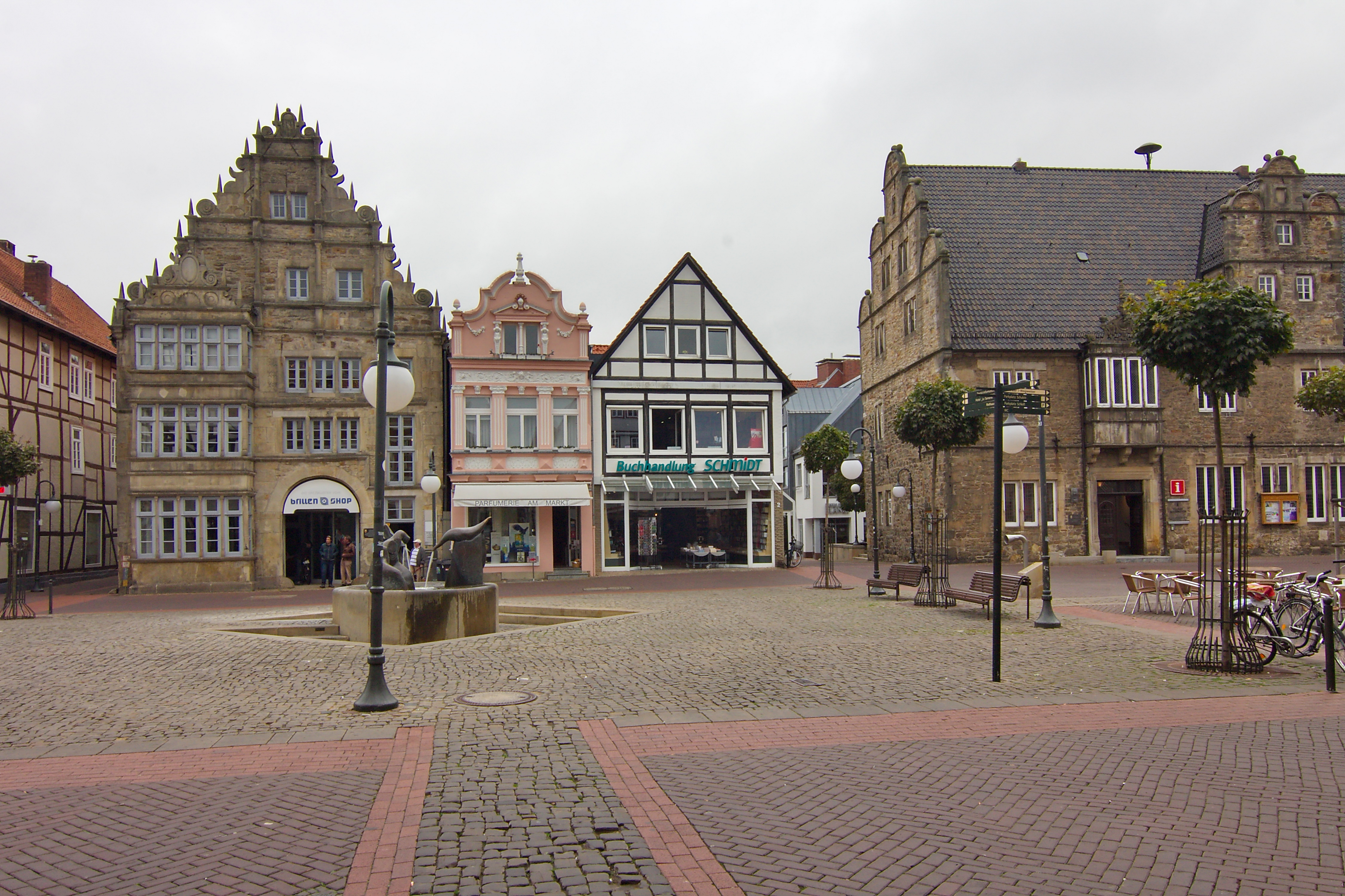
Marktplatz
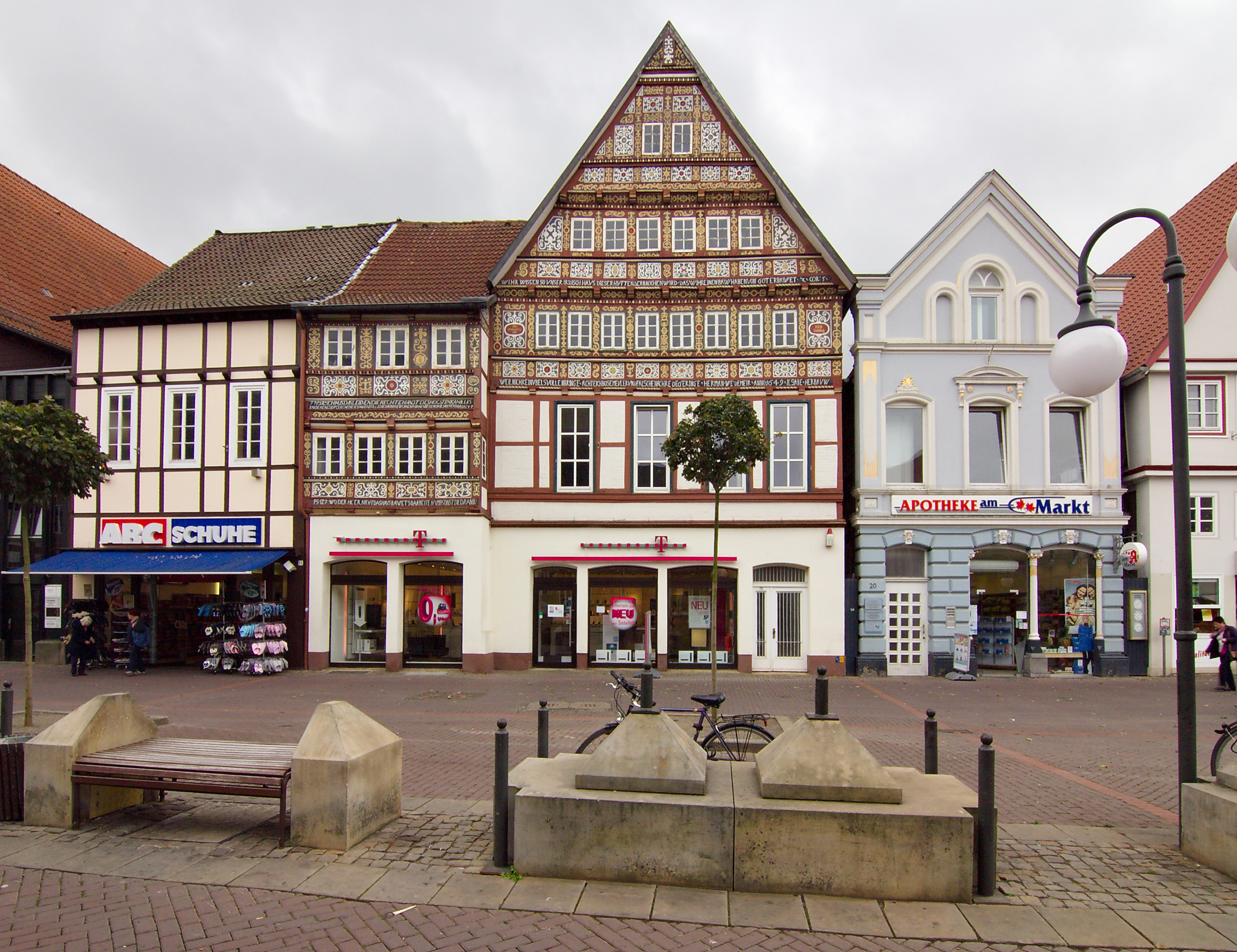
Häuser am Markt
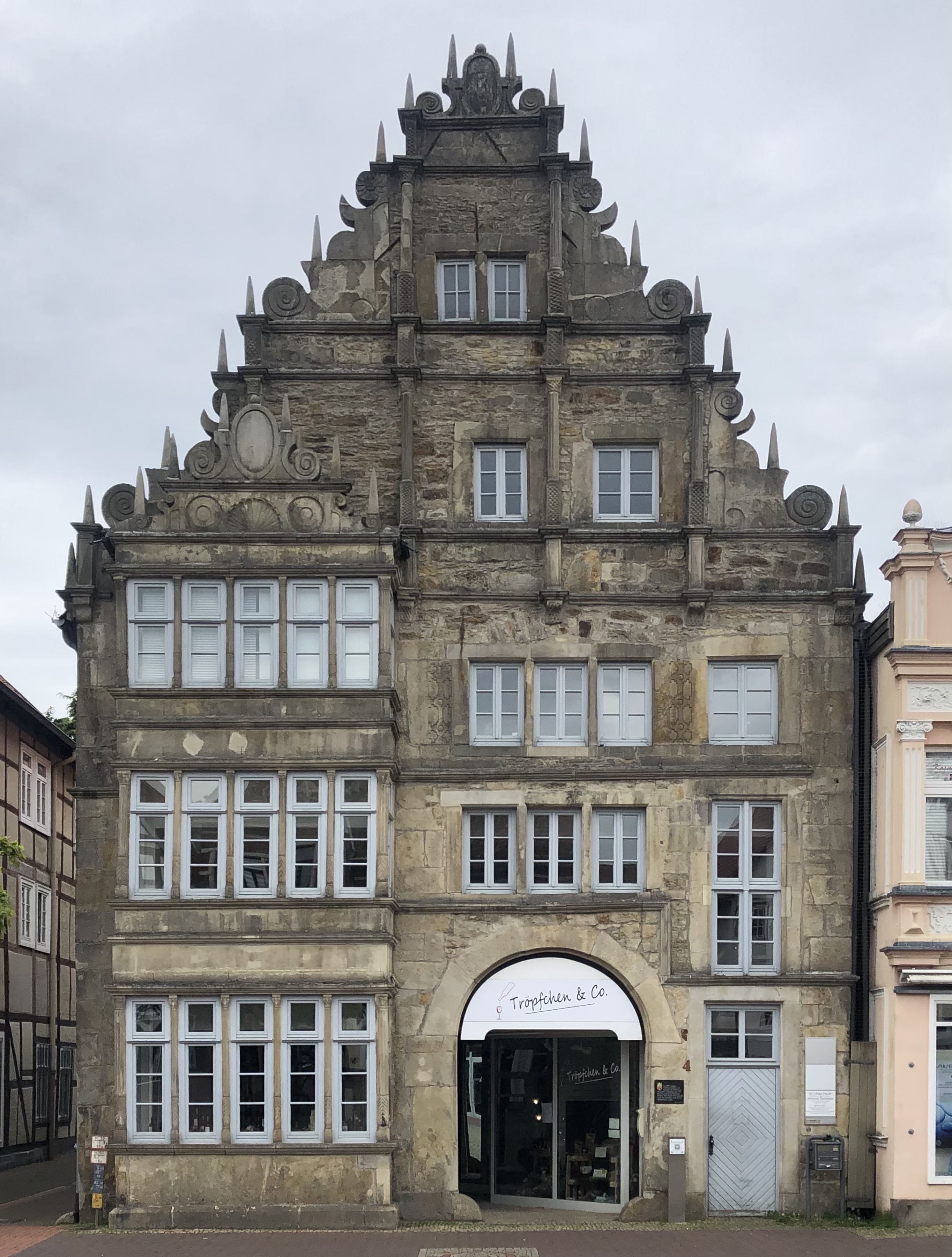
Altes Brauhaus Am Markt 4
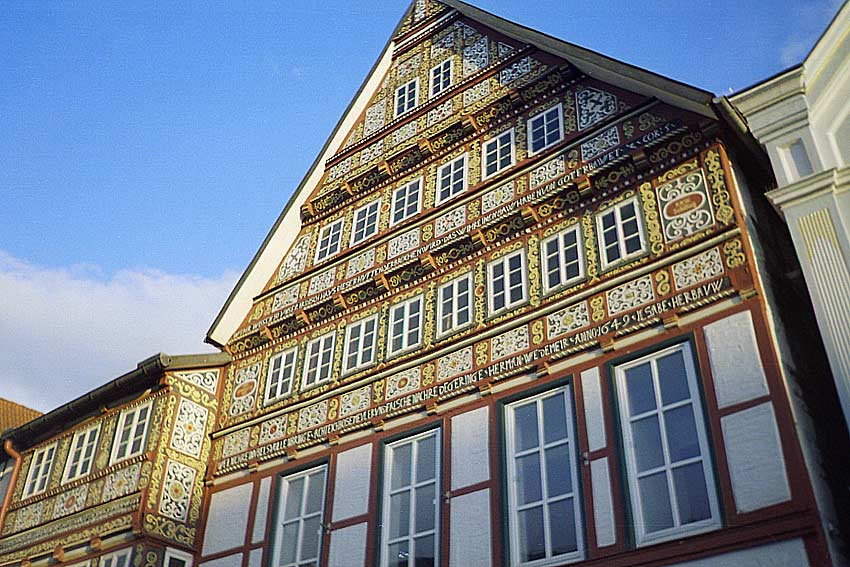
Am Markt
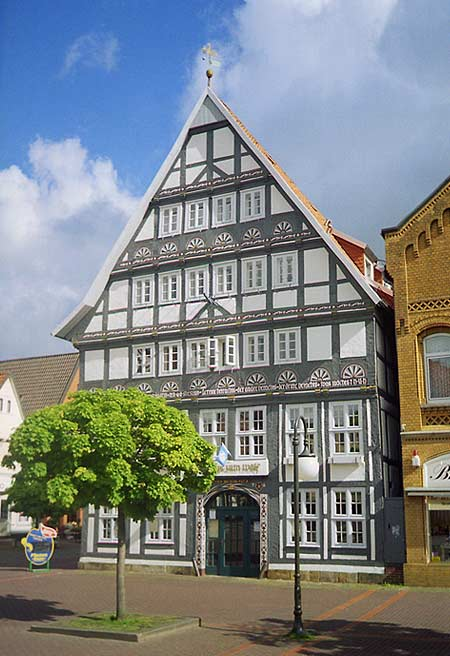
Haus zum Wolf
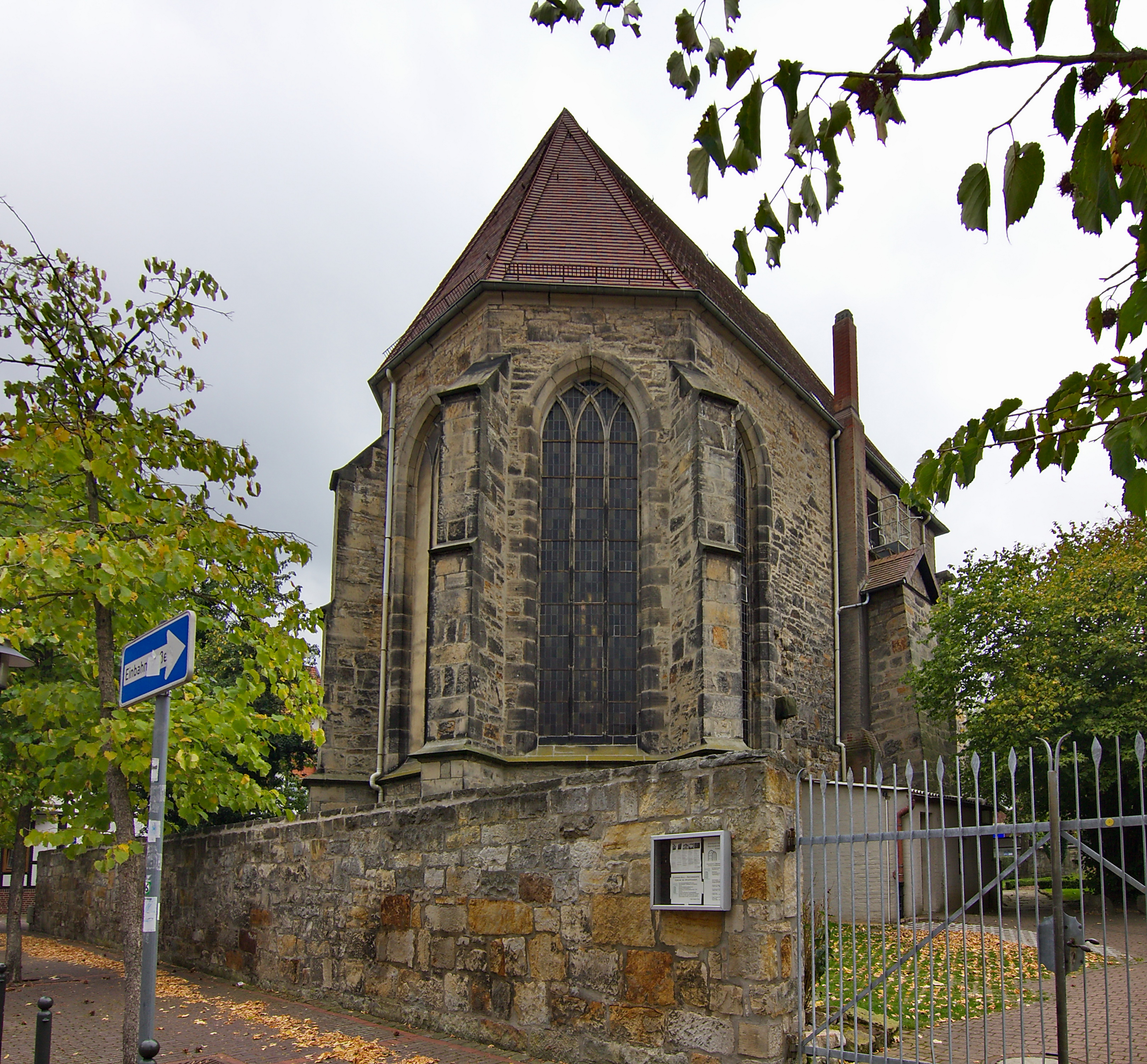
Klosterkirche
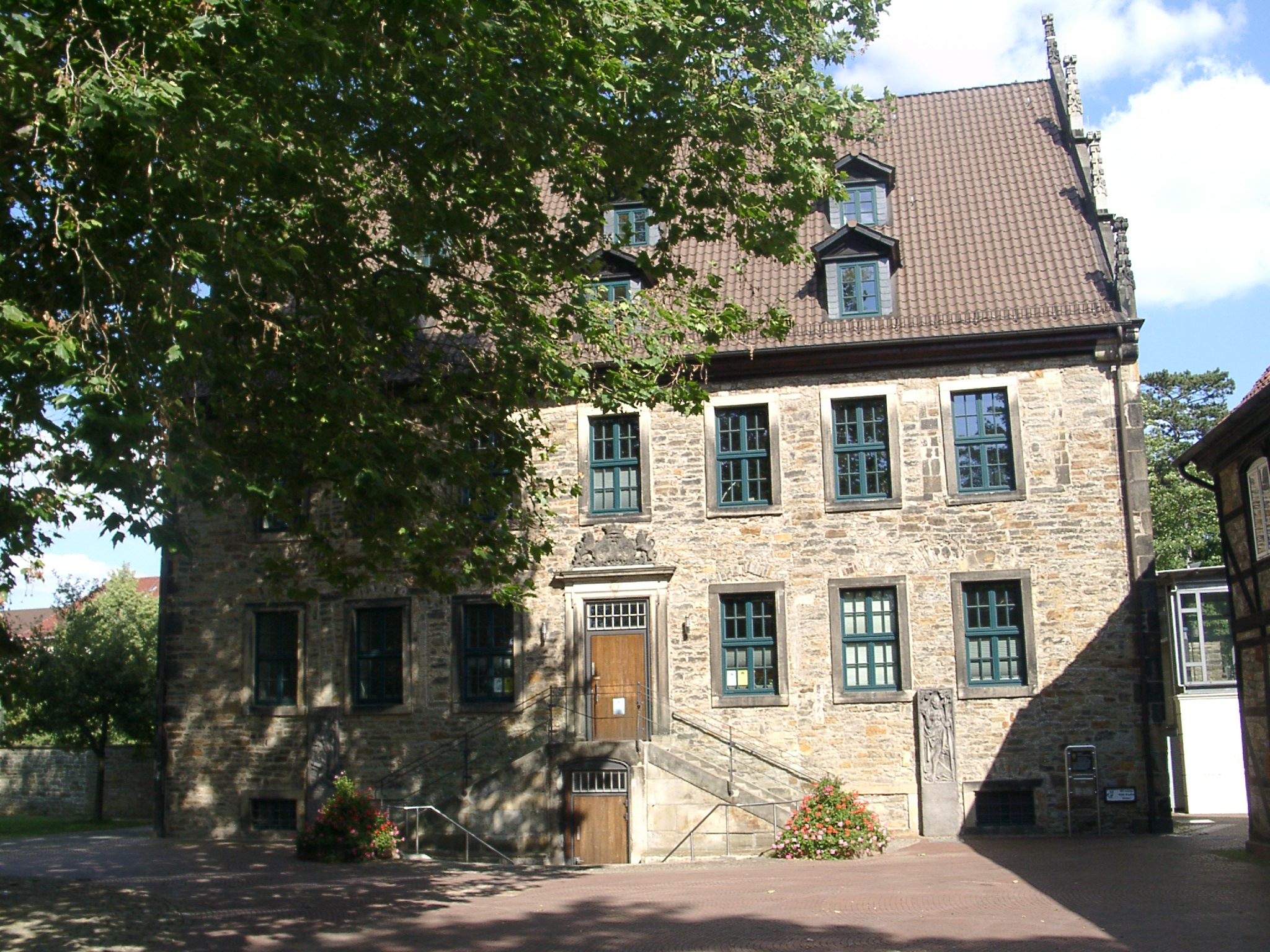
Landsbergscher Hof, Stadtbibliothek
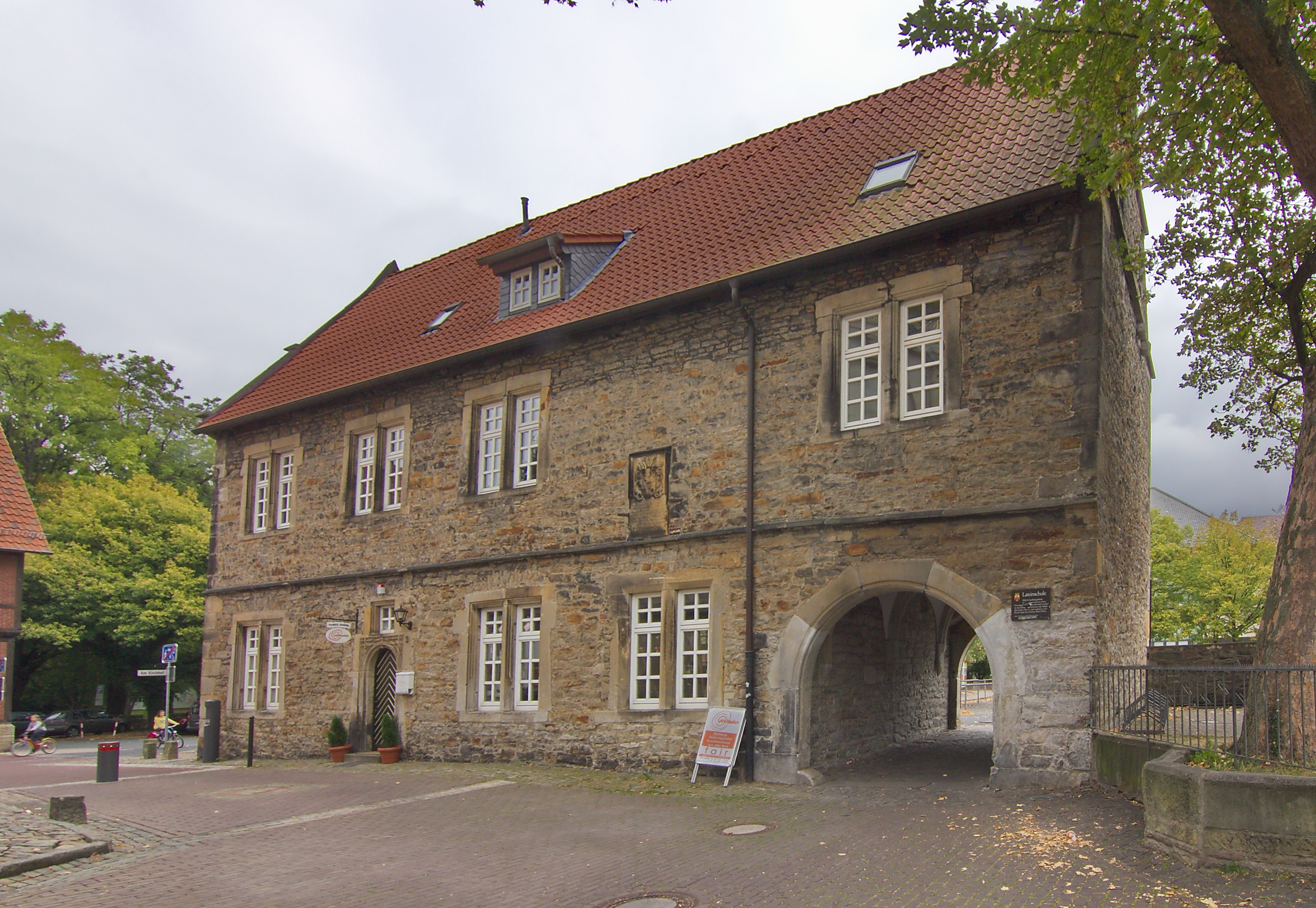
Alte Lateinschule
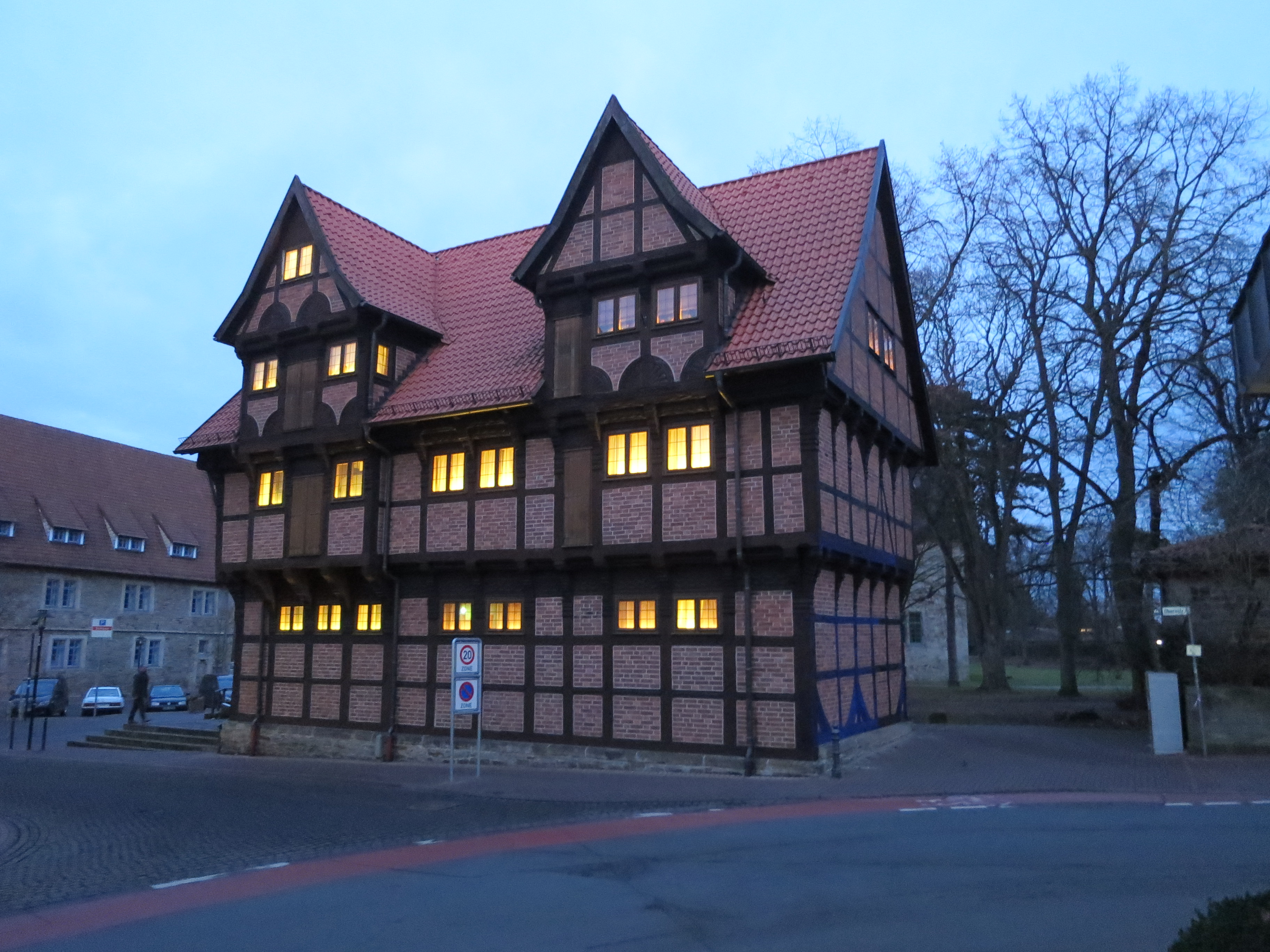
Heimatmuseum „Amtspforte“
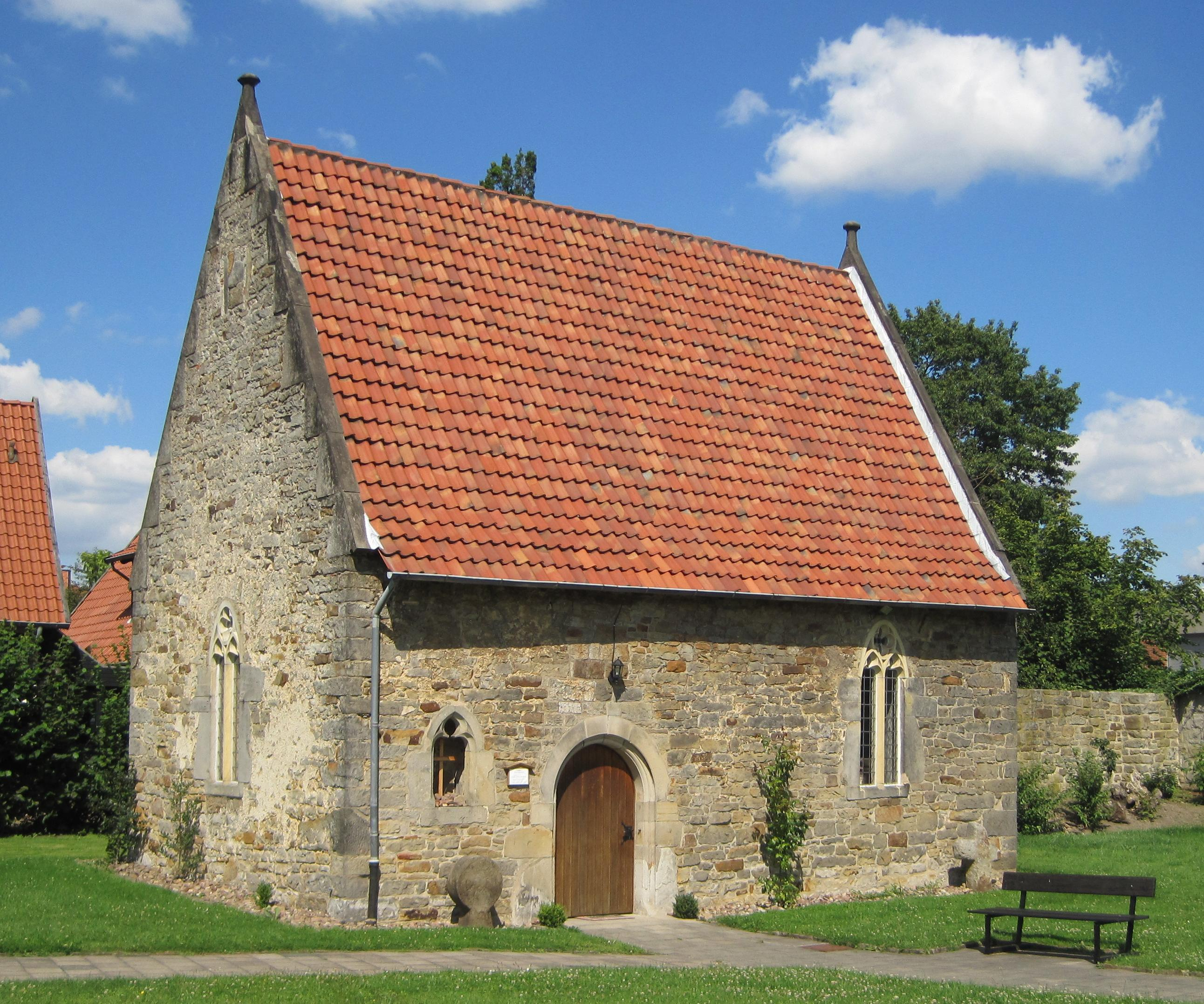
Johanniskapelle

### Grünflächen und Naherholung
- Der Stadtgarten mit Teich, altem Lustschlösschen und der Schlosspark mit altem Baumbestand sind öffentlich. Mit schönem Springbrunnen und Café lädt die Anlage zum Spaziergang ein.
- Die alten Wallanlagen um die Altstadt herum wurden zu Beginn des 20. Jahrhunderts in Parkflächen umgewandelt.

### Skulpturen
In Stadthagen gibt es mehrere Objekte der hannoverschen Künstlergemeinschaft Schwerdtfeger und Heisig aus den 1980er und 1990er Jahren: die Skulpturengruppe Küppers Minna in der Obernstraße/Niedernstraße, den Figurenbrunnen auf dem Marktplatz, das Relief des Stadtgrundrisses und das Spielobjekt in der Rathauspassage sowie die Torobjekte in der Krummen Straße (Ecke Lauenhäger Straße).

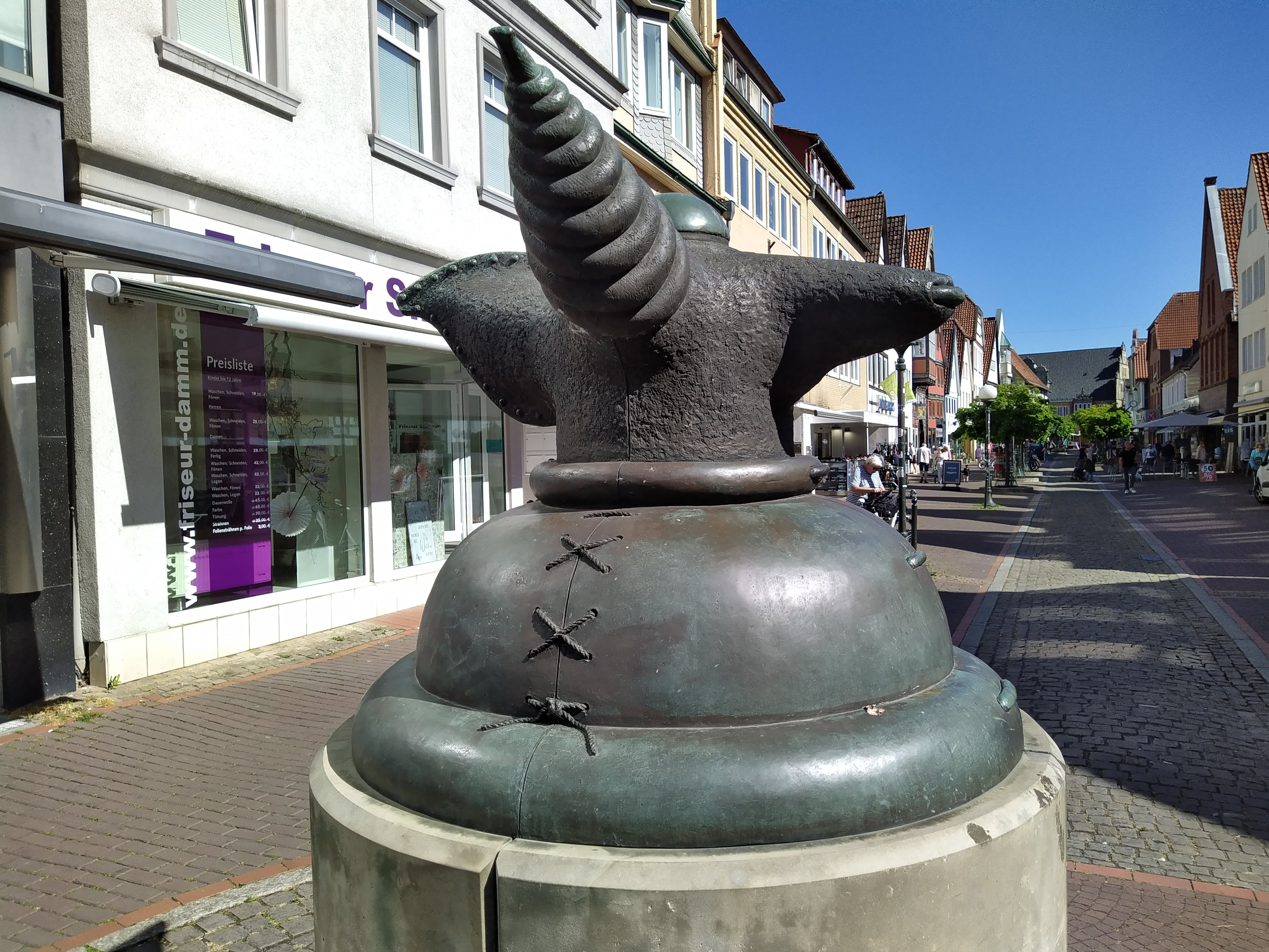
Küppers Minna, zentrales Objekt der Gruppe
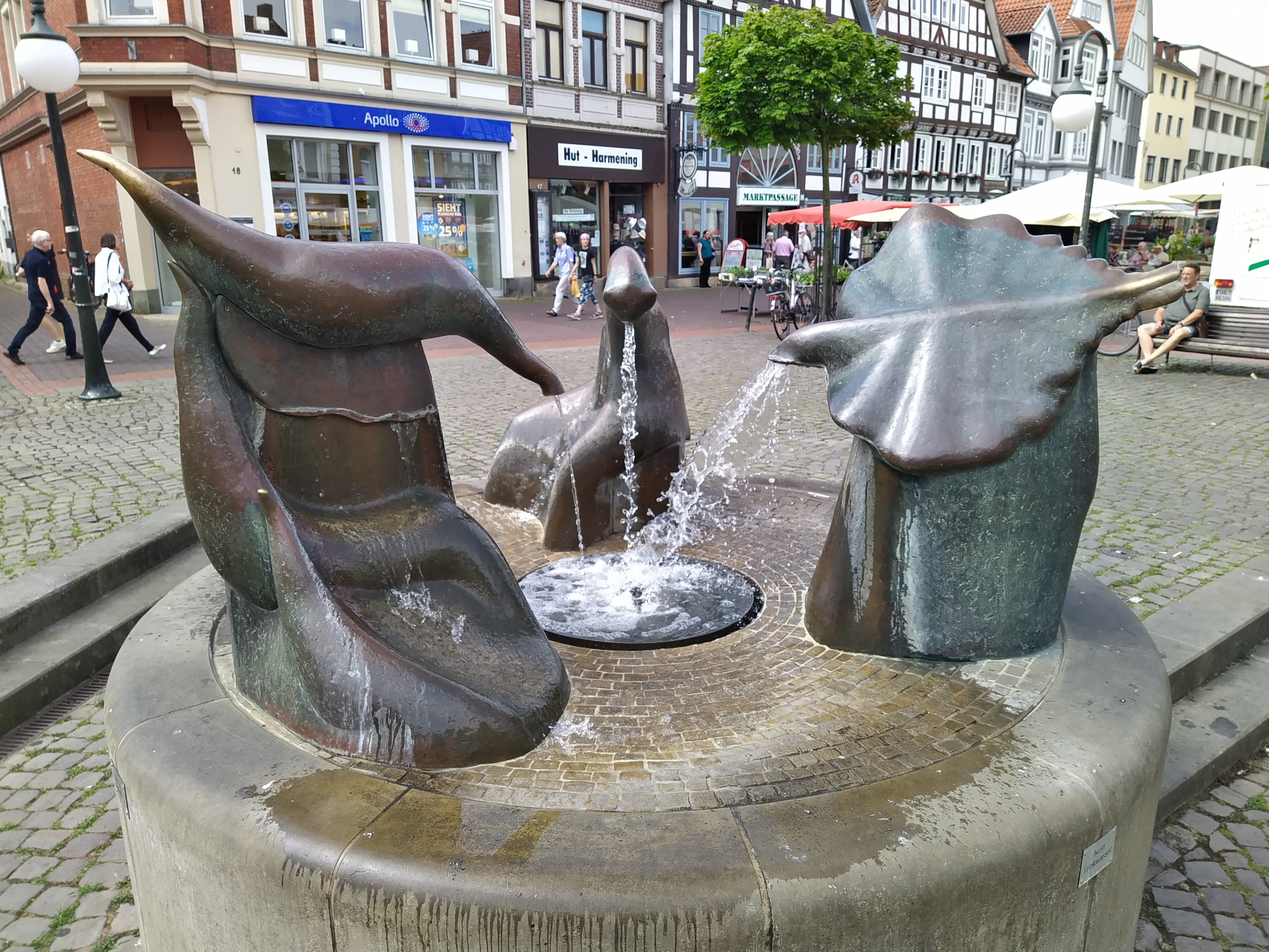
Figurenbrunnen (Marktbrunnen)
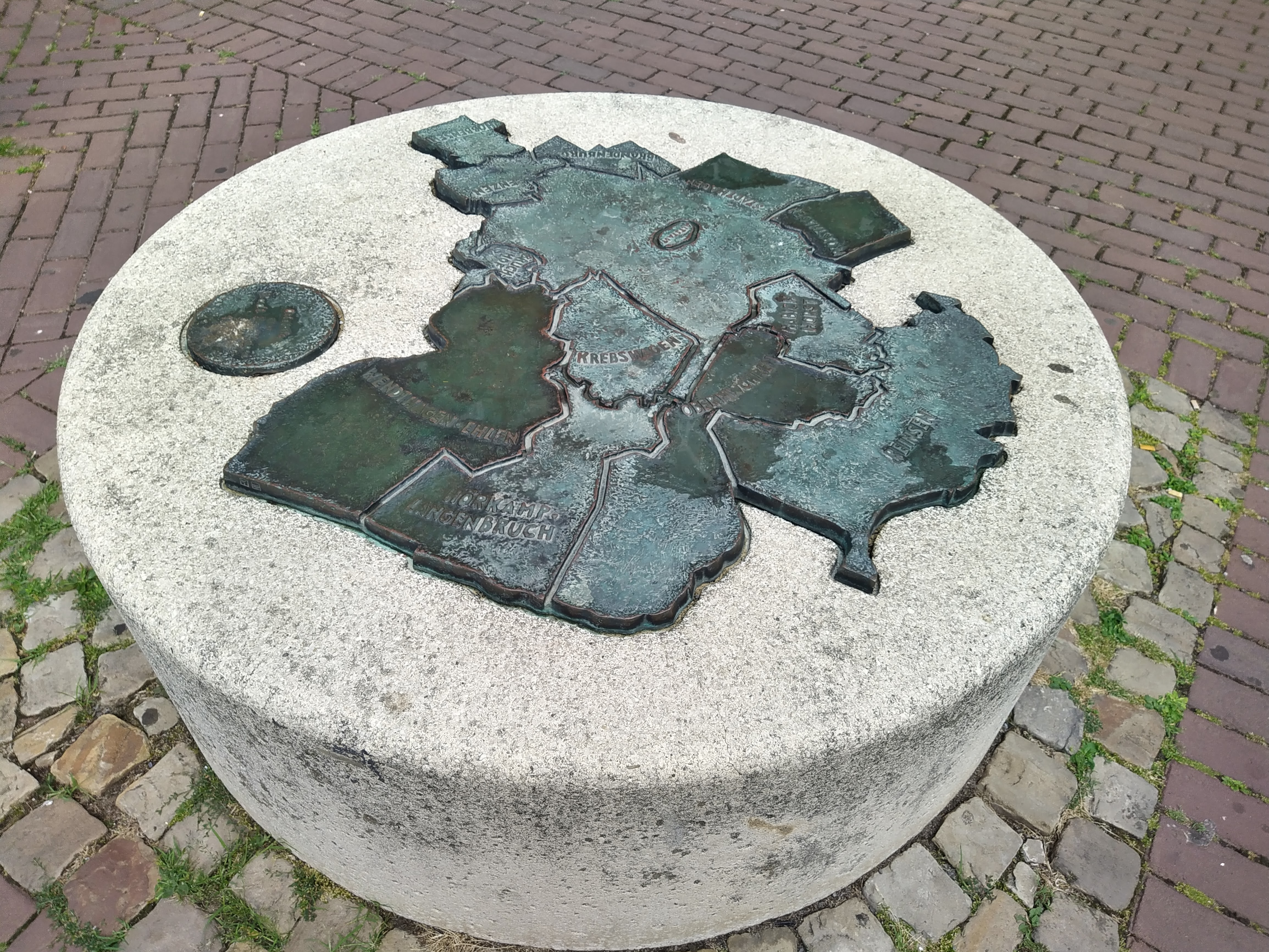
Relief Stadtgrundriss
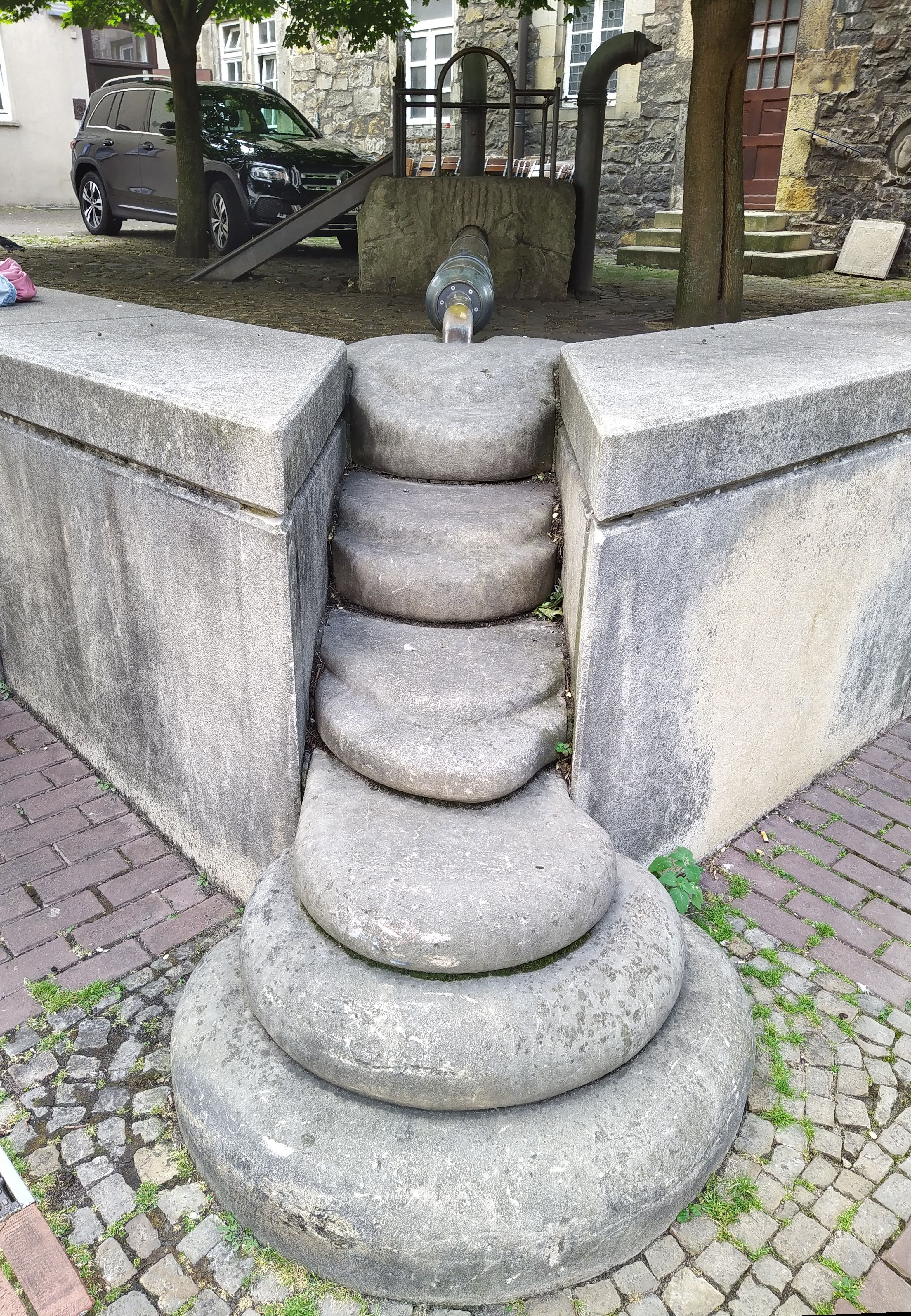
Spielobjekt
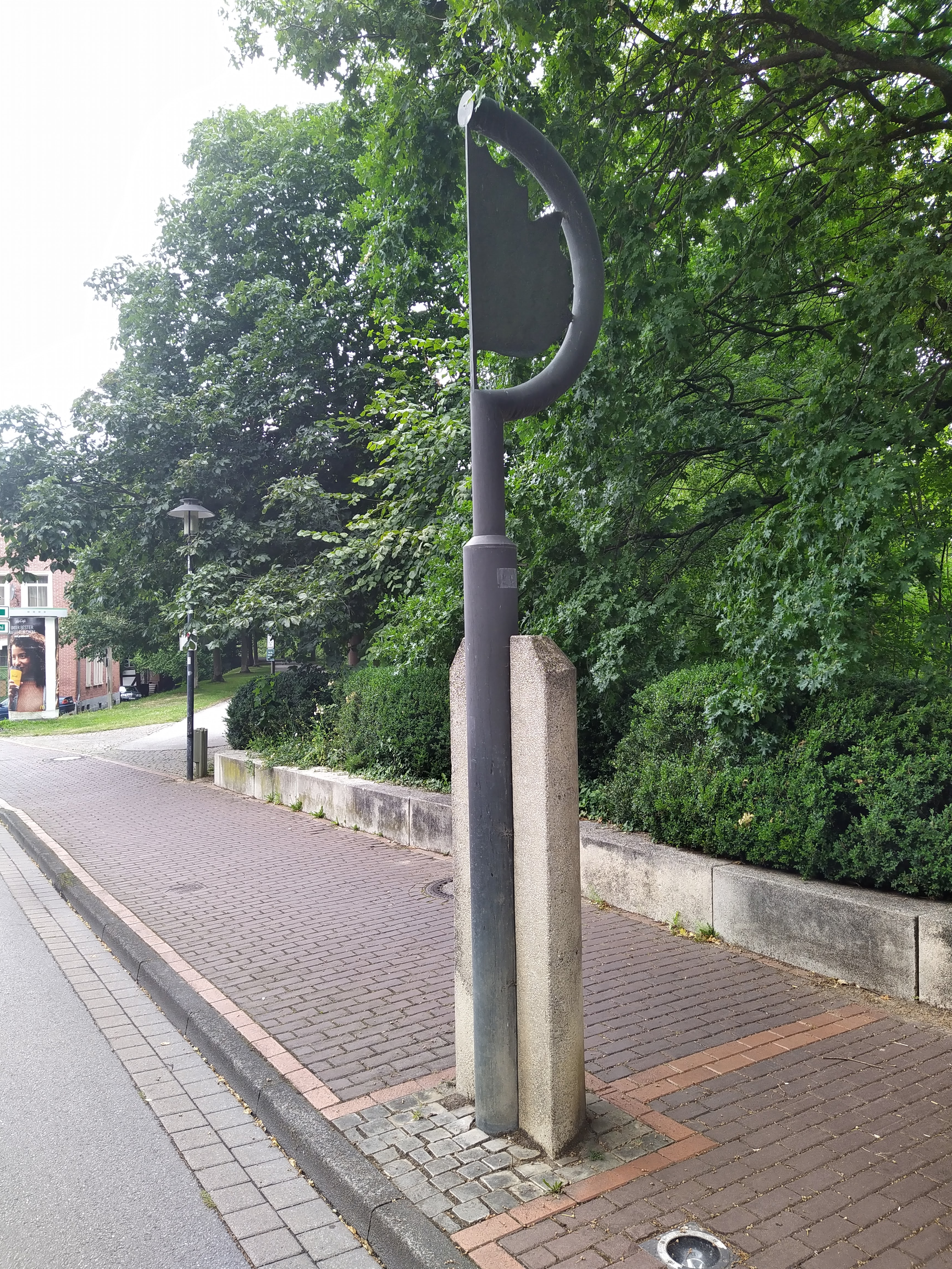
Torobjekt

Des Weiteren gibt es die Skulptur Durchbruch der Gene von Wolf E. Schultz am westlichen Stadtwall und das Objekt Zeitstrahl am Kreisverkehr Oberntorstraße / Habichhorster Straße.

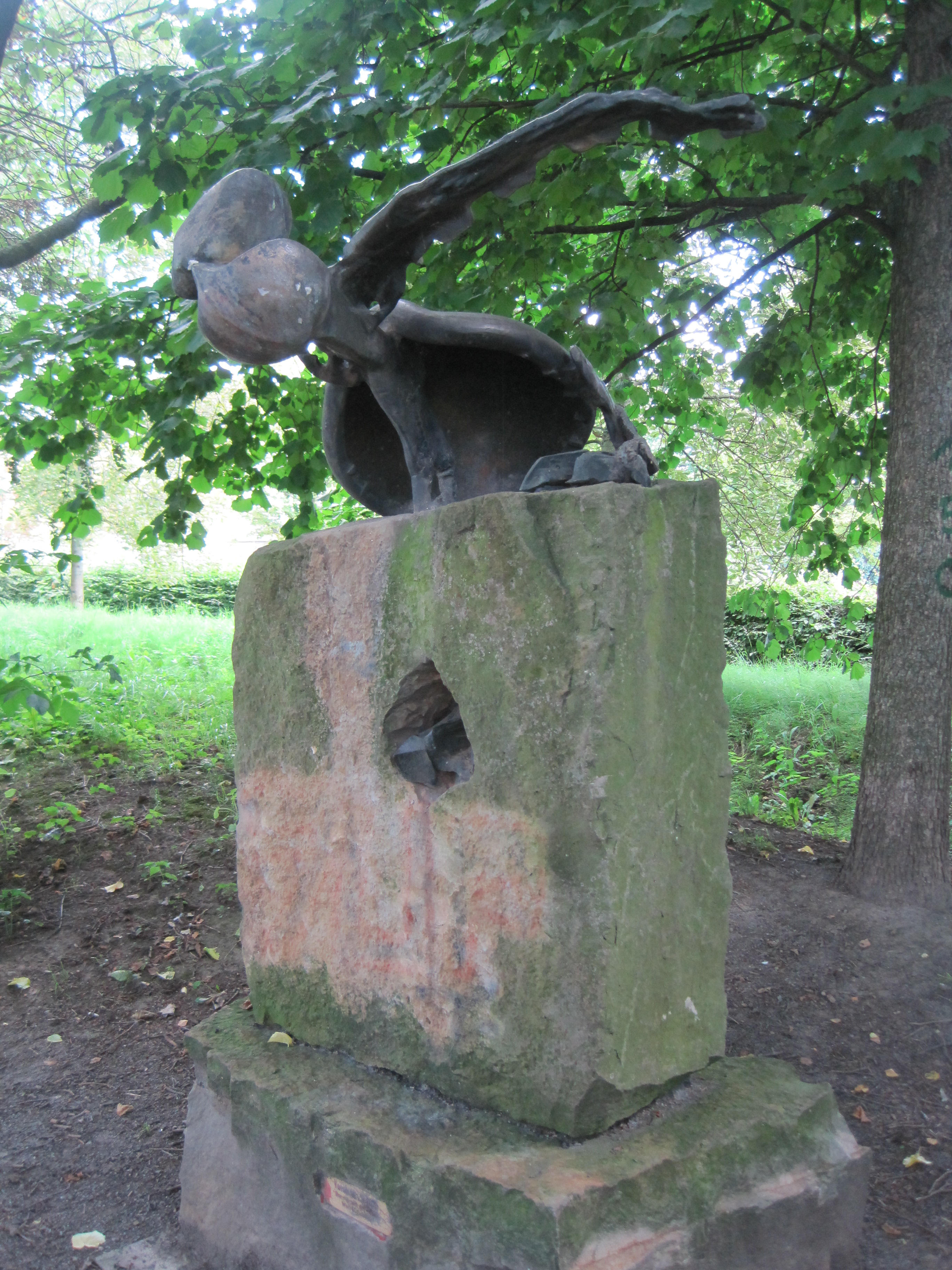
Durchbruch der Gene Wolf E. Schultz
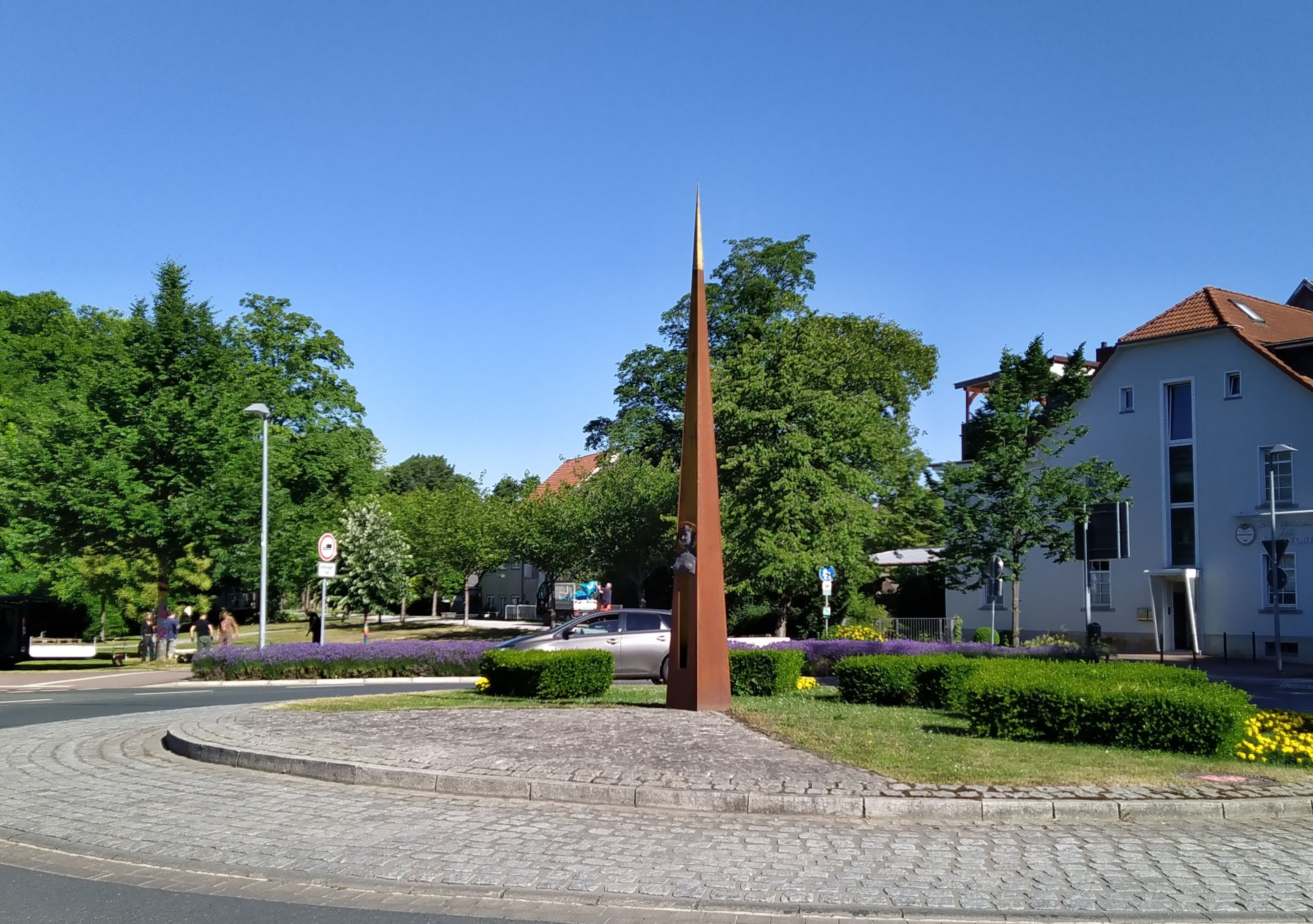
Zeitnadel Theodor Vollmer

### Sport
- Bowlingcenter „Bowler’s World“
- Fitness- und Wellnesscenter „Looms“
- Freizeitbad „Tropicana“
- Kartsport
- Reithalle
- Tennisanlage an der Schachtstraße (TC Grün-Weiß)
- Skatepark
- Dirtpark/BMX-Bahn
- Sporthallen und -plätze
- Sportschützenverein
- Kampf-Kunst-Center
- Der Postsportverein (Post SV) bietet seinen über 1000 Mitgliedern Betätigung in zwölf Sparten an.
- Der FC Stadthagen (Fußballclub Stadthagen e. V. von 1950) mit etwa 300 Mitgliedern ist der erfolgreichste Fußballverein der Stadt und spielt in der Saison 2013/2014 in der Bezirksliga Hannover.
- Der VfL Stadthagen betreibt zwölf Sparten für seine etwa 1350 Mitglieder.
- Der SV Union Stadthagen betreibt lediglich die Sparte Fußball und hat etwa 130 Mitglieder.
- Die SG Rot-Weiß bietet seinen etwa 200 Mitgliedern die Sparten Fußball und Gymnastik.
- Der TSV Eintracht Bückeberge hält sieben Abteilungen vor und ist vorrangig im Bereich der Bergkette aktiv.
- Der TuS Schwarz Weiß Enzen unterhält vier Sparten.
- Der Stadthäger Motor Club bietet Kartslalom, Automobilslalom und viele andere Aktivitäten für Kinder und auch Erwachsene.
- Weitere sporttreibende Vereine sind der Tennisclub Grün-Weiß, der Ski-Club, der Schwimmclub, der Ruderclub, der Reit-Zucht- und Fahrverein, der BSV Jitae sowie die Versehrtensportgemeinschaft.

### Regelmäßige Veranstaltungen
- Zweimal im Jahr findet der Jahrmarkt, der sog. „Krammarkt“, statt, einmal im Frühjahr und einmal im Herbst.
- Im Mai jeden Jahres findet in Wendthagen der Schaumburger Wander- und Walkingtag statt.
- Alljährlich findet im Juni das Schützenfest Stadthagen statt.
- Von 1997 bis 2019 fand im Juni im Park des Renaissance-Schlosses ein großes Sommerfest – das „fisKuß“ – statt, dass vom Kulturzentrum Alte Polizei veranstaltet wurde. Namensgebend war das im Schloss ansässige Finanzamt von Stadthagen. Zahlreiche Spielmöglichkeiten, Walkacts und musikalische Darbietungen verwandeln den Park in ein buntes Treiben. Das Fest wird durch zahlreiche Förderer – von größeren Unternehmen bis hin zu Einzelpersonen – finanziert und ermöglicht den Auftritt internationaler Straßenkünstler und Theatergruppen[26][27]
- Seit 1935 findet in jedem Jahr das Jahn-Bergturnfest auf dem Bückeberg statt, ein Teil dieser breitensportlichen Veranstaltung für das Schaumburger Land auch in Stadthagen.[28]
- Der Wilhelm-Busch-Preis für satirische und humoristische Versdichtung wird alle zwei Jahre im September in Stadthagen, der Heimatregion von Wilhelm Busch, verliehen. Stifter sind die Schaumburger Landschaft, die Schaumburger Nachrichten und die Sparkassenstiftung. Die letzte Verleihung fand 2024 statt.

### Kulinarische Spezialitäten
- In Stadthagen wurde das Schaumburger Bier gebraut.[29]
- Der einst an der Obernstraße hergestellte „Schaumburger Landwein“, eher bekannt unter Meyer’s Bitter, wird nunmehr von der MBG-Gruppe (Hauptsitz: Paderborn) in Rinteln hergestellt und abgefüllt.

## Wirtschaft und Infrastruktur

### Medien
Werktäglich erscheinen die Schaumburger Nachrichten, die in Stadthagen mit Redaktion und Verlag vertreten sind.

### Öffentliche Einrichtungen

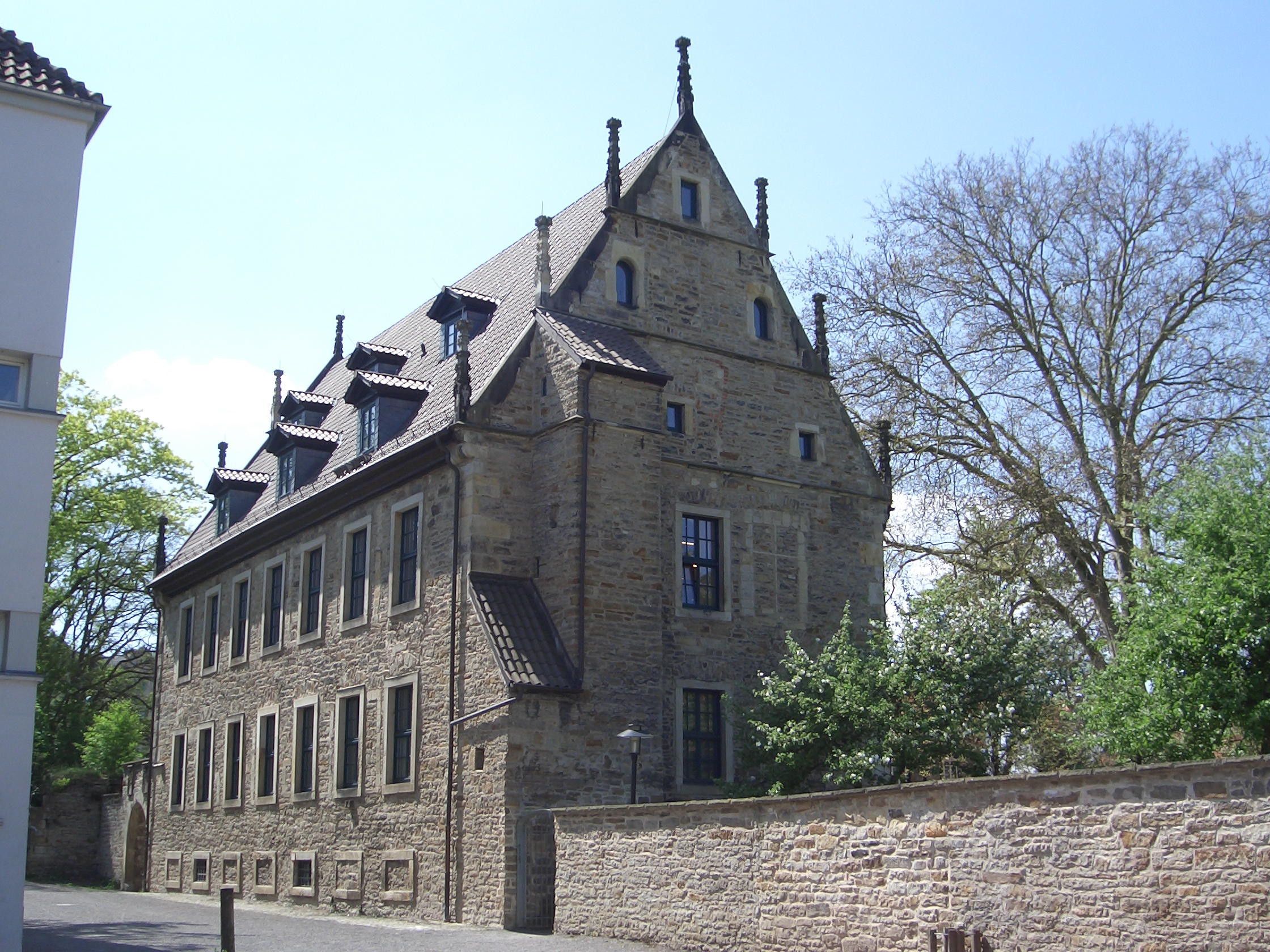
Landsbergscher Hof, Stadtbücherei

- Stadtbücherei, ehem. Landsbergscher Hof
- Augenklinik
- Kreisverwaltung
- Amtsgericht
- Agentur für Arbeit
- Kreisaltenheim
- Kommunikationszentrum Alte Polizei
- Sender Stadthagen
- Für die öffentliche Sicherheit und Ordnung ist das Polizeikommissariat Stadthagen an der Vornhäger Straße zuständig.
- Für den Brandschutz und die allgemeine Hilfe stehen mehrere Freiwillige Feuerwehren zur Verfügung.

### Bildung
- Im vorschulischen Bereich sind 12 Kindergärten und Tagesstätten tätig. Sieben davon befinden sich in der Kernstadt. Weitere Einrichtungen gibt es in Wendthagen, Obernwöhren und Enzen.
- Schule am Schlosspark, bis 31. Juli 2011 Haupt- und Realschule, seither Oberschule
- Integrierte Gesamtschule
- Europaschule Ratsgymnasium Stadthagen
- Europaschule Wilhelm-Busch-Gymnasium[30]
- Berufsbildende Schulen
- Ludwig Fresenius Schulen
- Volkshochschule
- Grundschule am Sonnenbrink
- Grundschule am Stadtturm
- Grundschule An der Bergkette
- Hans-Christian-Andersen-Schule, Förderschule (am 31. Juli 2019 aufgelöst)[31][32]
- Schulen der Paritätischen Lebenshilfe Schaumburg-Weserbergland
- Studienseminar Stadthagen für das Lehramt an Gymnasien
- Fachgymnasium Technik (in den Berufsbildenden Schulen)

### Ansässige Unternehmen von überregionaler Bedeutung
- OBO-Werke GmbH
- Möbel Heinrich GmbH & Co. KG[33]
- LUEHR FILTER GmbH
- Schweerbau GmbH & Co. KG

### Verkehr

#### Straßenverkehr
Über die Bundesstraße 65 werden Minden und Hannover erreicht. Die Bundesautobahn 2 ist in Richtung Hannover über die Anschlussstelle Bad Nenndorf erreichbar (bei Stau auf der B 65 ersatzweise über die Anschlussstelle Lauenau) und in Richtung Dortmund über die Anschlussstelle Bad Eilsen (jeweils 15 km von Stadthagen).

#### Schienenverkehr

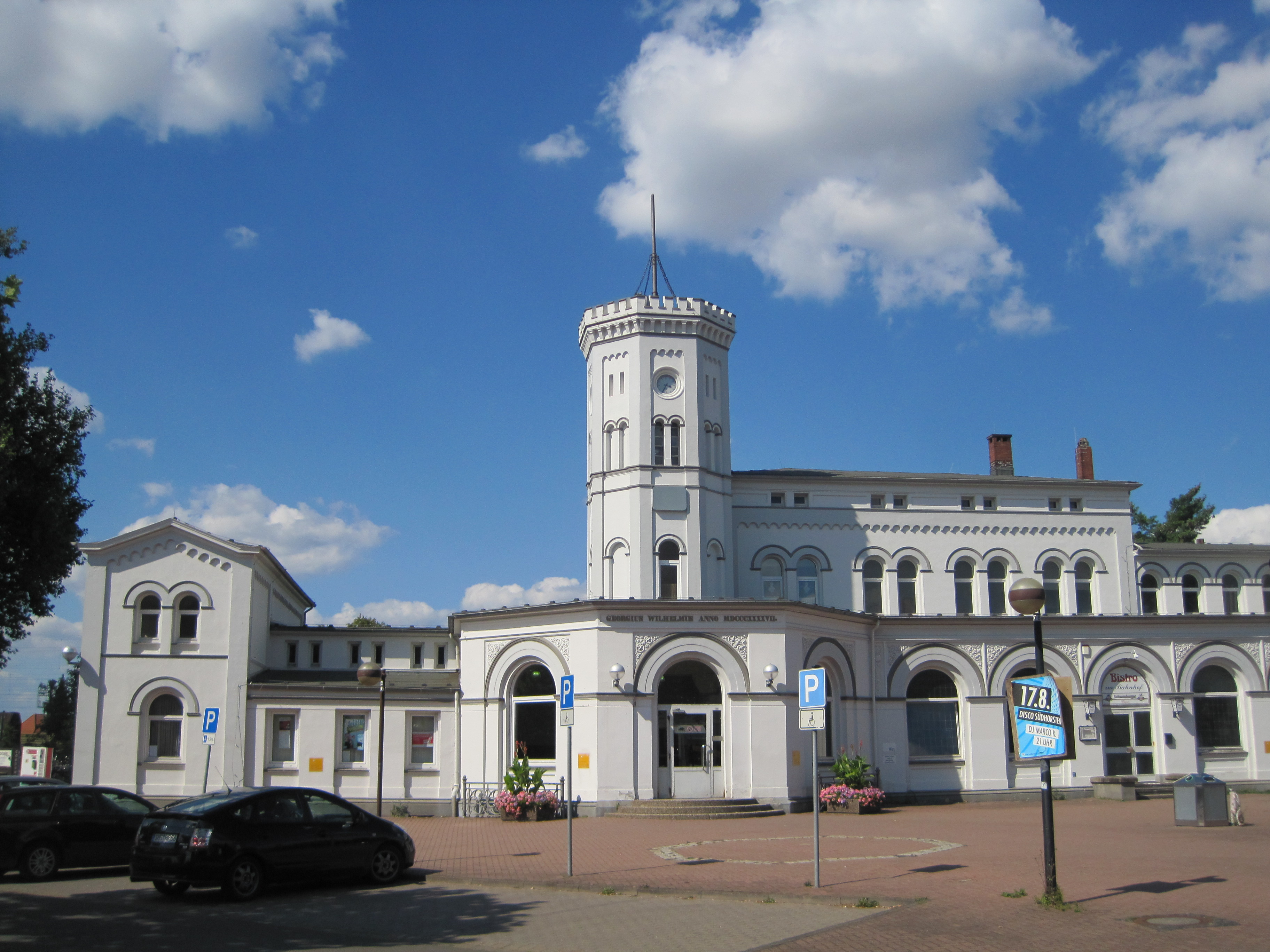
Empfangsgebäude des Bahnhofs Stadthagen

Stadthagen liegt an der Bahnstrecke Hannover–Minden, einer der wichtigsten deutschen Bahnverbindungen. Der Schienenpersonennahverkehr wird mit Regional-Express-Zügen der Westfalenbahn realisiert, die im Stundentakt zwischen Braunschweig, Hannover und Löhne verkehren und ab Löhne abwechselnd nach Bielefeld oder über Osnabrück nach Rheine weiterfahren. Im Stundentakt verkehrt außerdem die Linie S 1 der S-Bahn Hannover zwischen Minden und Hannover Hbf. Fernverkehrszüge passieren Stadthagen ohne Halt.
Das Empfangsgebäude des Bahnhofs stammt von Julius Eugen Ruhl und wurde im Jahr 1847 erbaut. Es blieb bis 1930 unverändert erhalten. Anschließend erfolgten kleinere bauliche Eingriffe.
| Linie | Verlauf | Takt    | Betreiber         |
| ----- | --- | ------- | ----------------- |
| RE 60 | Ems-Leine-Express: Rheine – Hörstel – Ibbenbüren-Esch – Ibbenbüren – Ibbenbüren-Laggenbeck – Osnabrück Altstadt – Osnabrück Hbf – Melle – Bünde (Westf) – Kirchlengern – Löhne (Westf) – Bad Oeynhausen – Porta Westfalica – Minden (Westf) – Bückeburg – Stadthagen – Haste (Han) – Wunstorf – Hannover Hbf – Lehrte – Hämelerwald – Vöhrum – Peine – Vechelde – Braunschweig Hbf Stand: Fahrplanwechsel Dezember 2021                                                                               | 120 min | WestfalenBahn     |
| RE 70 | Weser-Leine-Express: Bielefeld Hbf – Herford – Löhne (Westf) – Bad Oeynhausen – Porta Westfalica – Minden (West) – Bückeburg – (Kirchhorsten –)* Stadthagen – (Lindhorst (Schaumb-Lippe) –)* Haste – Wunstorf – Hannover Hbf – Lehrte – Hämelerwald – Vöhrum – Peine – Vechelde – Braunschweig Hbf * nur einzelne Züge im Berufsverkehr Stand: Fahrplanwechsel Dezember 2021 | 120 min | WestfalenBahn     |
| S 1   | Minden (Westf) – Bückeburg – Kirchhorsten – Stadthagen – Lindhorst (Schaumb-Lippe) – Haste (Han) – Wunstorf – Dedensen-Gümmer – Seelze – Letter – Hannover-Leinhausen – Hannover-Nordstadt – Hannover Hbf – Hannover Bismarckstraße – Hannover-Linden/Fischerhof – Hannover-Bornum – Empelde – Ronnenberg – Weetzen – Lemmie – Wennigsen (Deister) – Egestorf (Deister) – Kirchdorf (Deister) – Barsinghausen – Winninghausen – Bantorf – Bad Nenndorf – Haste (Han) Stand: Fahrplanwechsel Juni 2022 | 60 min  | Transdev Hannover |

Bis 1981 gab es Güterverkehr auf der Bahnstrecke Stadthagen–Stolzenau, Personenzüge fuhren hier letztmals etwa 20 Jahre zuvor.
Der Bahnhof Stadthagen West liegt an der Bahnstrecke Rinteln–Stadthagen, die von 1898 bis 1965 regelmäßigen Personenverkehr hatte und heute museal von der Dampfeisenbahn Weserbergland betrieben wird.
Vom 4. September 1897 bis zum 20. Juni 1930 fuhr die Straßenbahn Stadthagen als Pferdebahn zwischen Bahnhof und Stadt. Sie war damit die letzte in Deutschland regulär betriebene Pferdebahn. Ersetzt wurde sie durch Busse. Den Stadt- und Regionalverkehr mit Bussen führt die Schaumburger Verkehrsgesellschaft mbH durch.

## Persönlichkeiten

### Mit der Stadt verbunden
- Jakob Dammann (1534–1591), erster lutherischer Geistlicher an St. Martini, Reformator der Grafschaft Schaumburg; nach ihm sind die Dammannstraße sowie das evangelische Gemeindezentrum Jakob-Dammann-Haus (erbaut 1969, umgebaut 2001) benannt.[35]
- Josua Stegmann (1588–1632), evangelischer Theologe und Kirchenlieddichter, war ab 1617 Lehrer am Ratsgymnasium Stadthagen. Ihm zu Ehren trägt das kirchlich getragene Altenheim an der Büschingstraße den Namen „Josua-Stegmann-Heim“.
- Joseph Stadthagen (* um 1640; † 1715), Rabbiner und Landesrabbiner der Grafschaft Schaumburg
- André Schiebler (* 1991), Jan-Christoph Meyer (* 1990) und Cengiz Dogrul (* 1990) wuchsen allesamt in Stadthagen auf. Sie betrieben unter dem Namen ApeCrime einen der erfolgreichsten deutschen Webvideokanäle auf der Plattform YouTube.
- Burkhard Balz (* 1969), Mitglied des Vorstands der Deutschen Bundesbank, ehemaliges Mitglied des Europäischen Parlaments. Hat 1988 am Neuen Gymnasium Stadthagen Abitur gemacht und lebt seit 1980 in der Stadt.
- Marja-Liisa Völlers (* 1984), Bundestagsabgeordnete für den Bundestagswahlkreis Nienburg II – Schaumburg. Hat 2004 am Ratsgymnasium Stadthagen Abitur gemacht und von 2012 bis 2017 an der Integrierten Gesamtschule Schaumburg als Studienrätin die Fächer Englisch und Geschichte unterrichtet.

### Söhne und Töchter der Stadt
- Bilal Bahadır (* 1983), Regisseur und Drehbuchautor
- Jan-Philipp Beck (* 1990), Politiker (SPD)
- Friedrich Brands (1892–1963), Politiker, Abgeordneter im Landtag des Freistaates Schaumburg-Lippe
- Heinrich Brunstermann (1866–1933), MdR (1904–1911)
- Anton Friedrich Büsching (1724–1793), Geograph, Historiker, Theologe, Pädagoge und Biograph
- Karoline Dettmer (1867–1959), MdR (SPD)
- Julia Doege (* 1978), Schauspielerin
- Phillip Dornbusch (* 1994), Jazzmusiker
- Torben Engelking (* 1996), Fußballspieler
- Ulf Fildebrandt (* 1972), Schriftsteller
- Katja Flint (* 1959), Filmschauspielerin
- Friedemann Friese (* 1970), Spieleautor und Verleger
- Hanns Fuchs (1881–nach 1909), Schriftsteller
- Meyer Goldschmidt (1650–1736), Gründer der jüdischen Gemeinde in Kopenhagen
- Jutta Heine (* 1940), Silbermedaillengewinnerin über 200 m bei den Olympischen Sommerspielen 1960 in Rom
- Wilhelm Hofmeister (1912–1978), Automobildesigner und von 1955 bis 1970 Chefdesigner von BMW
- Timo Kastening (* 1995), Handballspieler
- Sibylle Kessal-Wulf (* 1958), Richterin des Bundesverfassungsgerichts und ehemalige vorsitzende Richterin am Bundesgerichtshof
- Heinrich Köhler (1495–1563), Kaufmann und Ratsherr in Lübeck
- Otto König (1821–1893), Jurist und Politiker
- Brigitte Labs-Ehlert (* 1951), Germanistin, Autorin, Buchhändlerin und Intendantin
- Wolfgang Lambrecht (1944–2022), Kinderchirurg und Hochschullehrer in Hamburg
- Marcel Langer (* 1997), Fußballspieler
- Jochen Langner (* 1971), Schauspieler, Regisseur und Synchronsprecher
- Sonja Lattwesen (* 1975), Politikerin (Bündnis 90/Die Grünen)
- Björn Lindemann (* 1984), Fußballspieler
- Christine Lindemann (* 1970), Handball-Nationalspielerin
- Andreas Lutter (* 1973), Politikwissenschaftler und Hochschullehrer
- Georg Mascolo (* 1964), Journalist
- Johann Ludwig Georg Meinecke (1781–1823), Naturwissenschaftler
- Roman Rofalski (* 1981), Pianist, Komponist und Hochschullehrer
- Siegmund Salfeld (1843–1926), Rabbiner, Pädagoge und Autor
- Adolf II. (1883–1936), von 1911 bis 1918 letzter regierender Fürst zu Schaumburg-Lippe
- Wolrad zu Schaumburg-Lippe (1887–1962), Chef des Hauses zu Schaumburg-Lippe (1936–1962)
- Marco Schikora (* 1994), Fußballspieler
- Friedel Schirmer (1926–2014), Leichtathlet und Fahnenträger der deutschen Mannschaft bei den Olympischen Sommerspielen 1952 in Helsinki
- Oliver Schmidt (* 1969), Ingenieur und ehemaliger Manager von Volkswagen in den USA. Er wurde wegen Beteiligung am Abgasskandal von einem US-amerikanischen Gericht verurteilt.
- Thomas Schuster (* 1958), politischer Beamter
- Werner Schwier (1921–1982), Jurist, Schauspieler und Moderator der ARD-Fernsehserie „Es darf gelacht werden“
- Erik Spiekermann (* 1947), Typograf und Schriftgestalter
- Ullrich Spannuth (* 1965), Brigadegeneral des Heeres
- Georg Tietz (1876–1960), Politiker (SPD), Mitglied des Landtags von Schaumburg-Lippe
- Anton Heinrich Walbaum (1696–1753), Hofrat des Herzogs von Sachsen-Saalfeld und Pietist
- Ludolf Walther (1595–1658), evangelischer Geistlicher, Pastor, Prediger und Theologe
- Anton (I.) von Wietersheim (1539–1614), Ratssyndikus in Rostock und Hamburg, Kanzler der Grafen von Holstein-Schauenburg
- Anton (II.) von Wietersheim (1587–1647), Jurist, Kanzler in Halberstadt
- Heinrich Julius von Wietersheim (1585–1645), Stiftshofmeister in Quedlinburg
- Stefan Woltersdorff (* 1965), Schriftsteller und Reiseleiter